# Biserica de lemn din Cerșani Vale

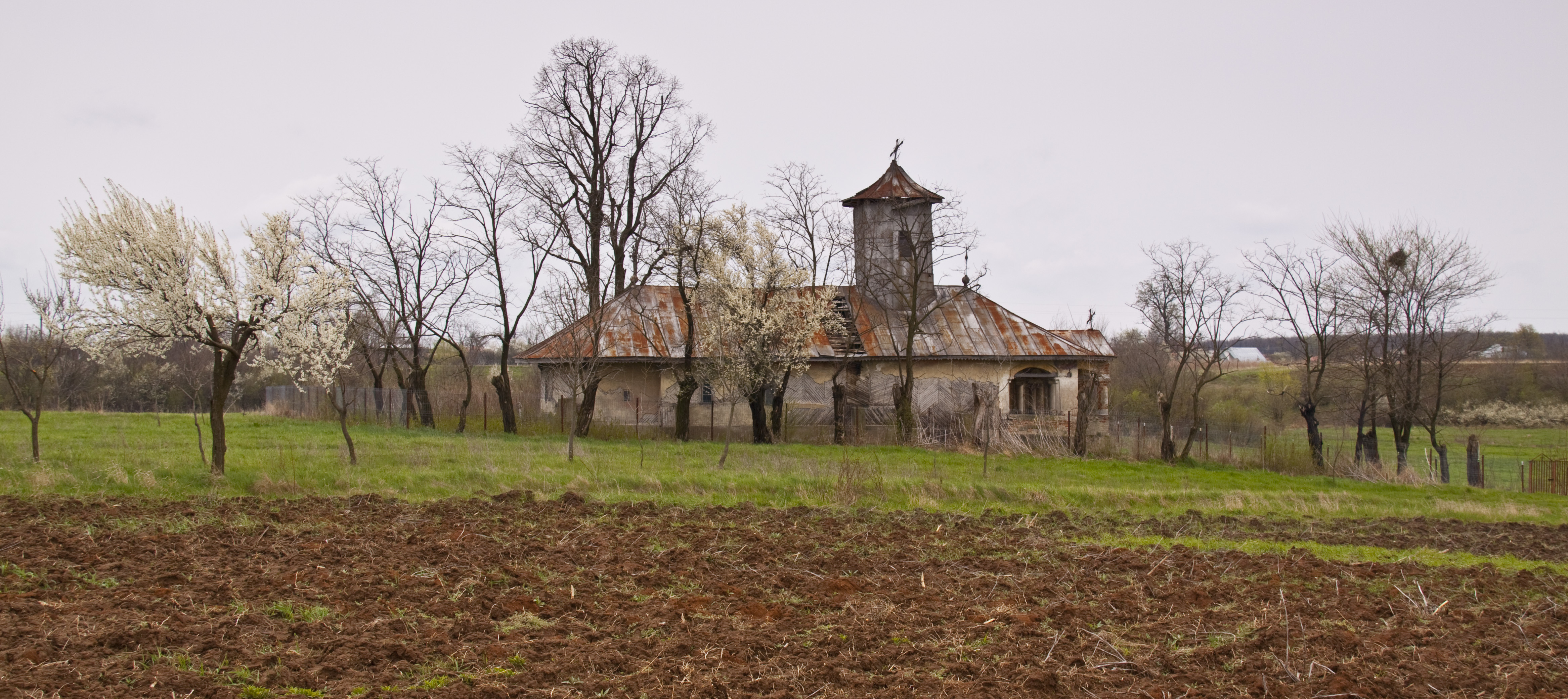
Biserica de lemn din Cerşani Vale, latura de nord, foto: aprilie 2011

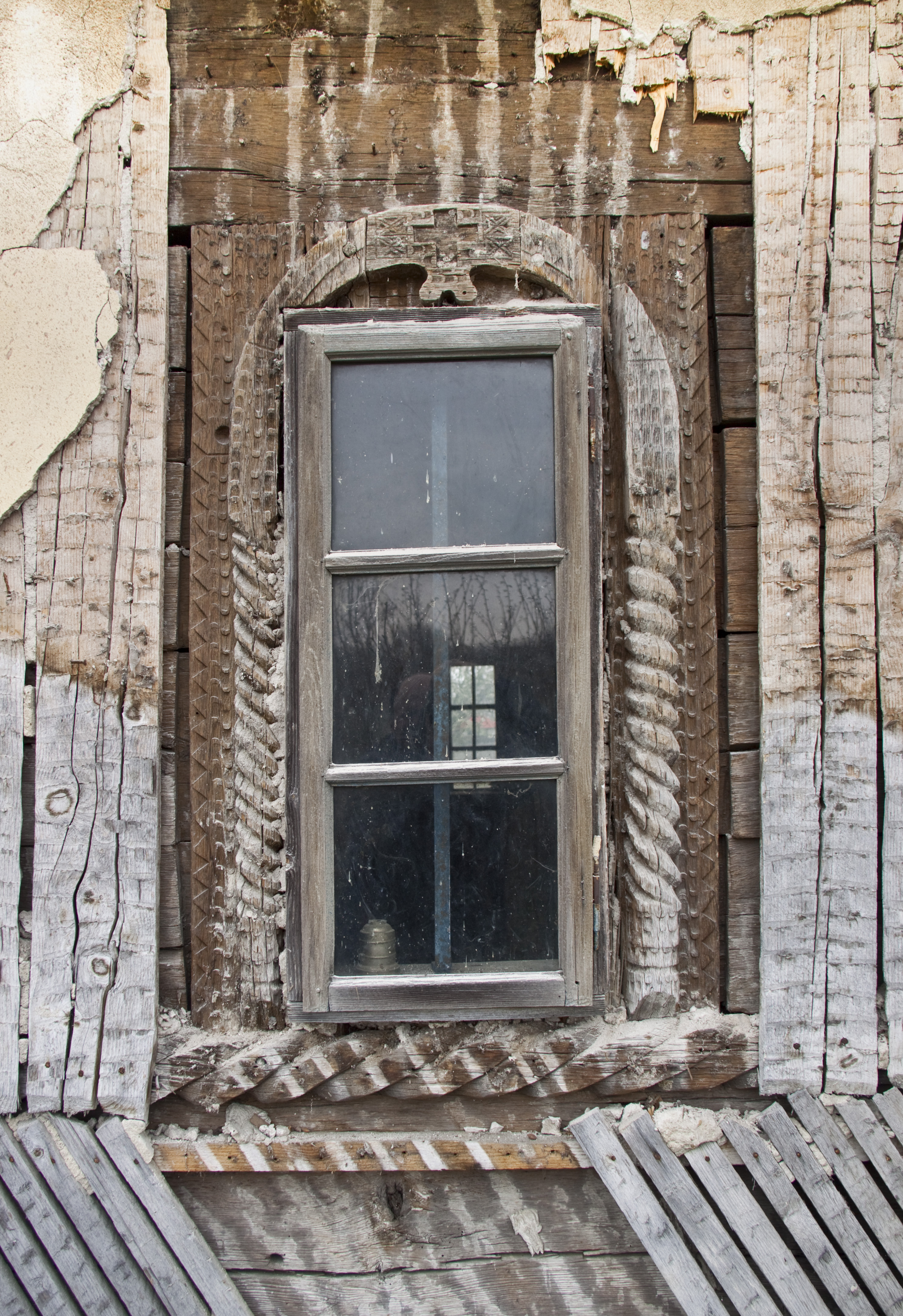
Fereastră cu cadru sculptat în relief pe latura de sud a naosului, în dreptul stranei cântăreţului, foto: aprilie 2011

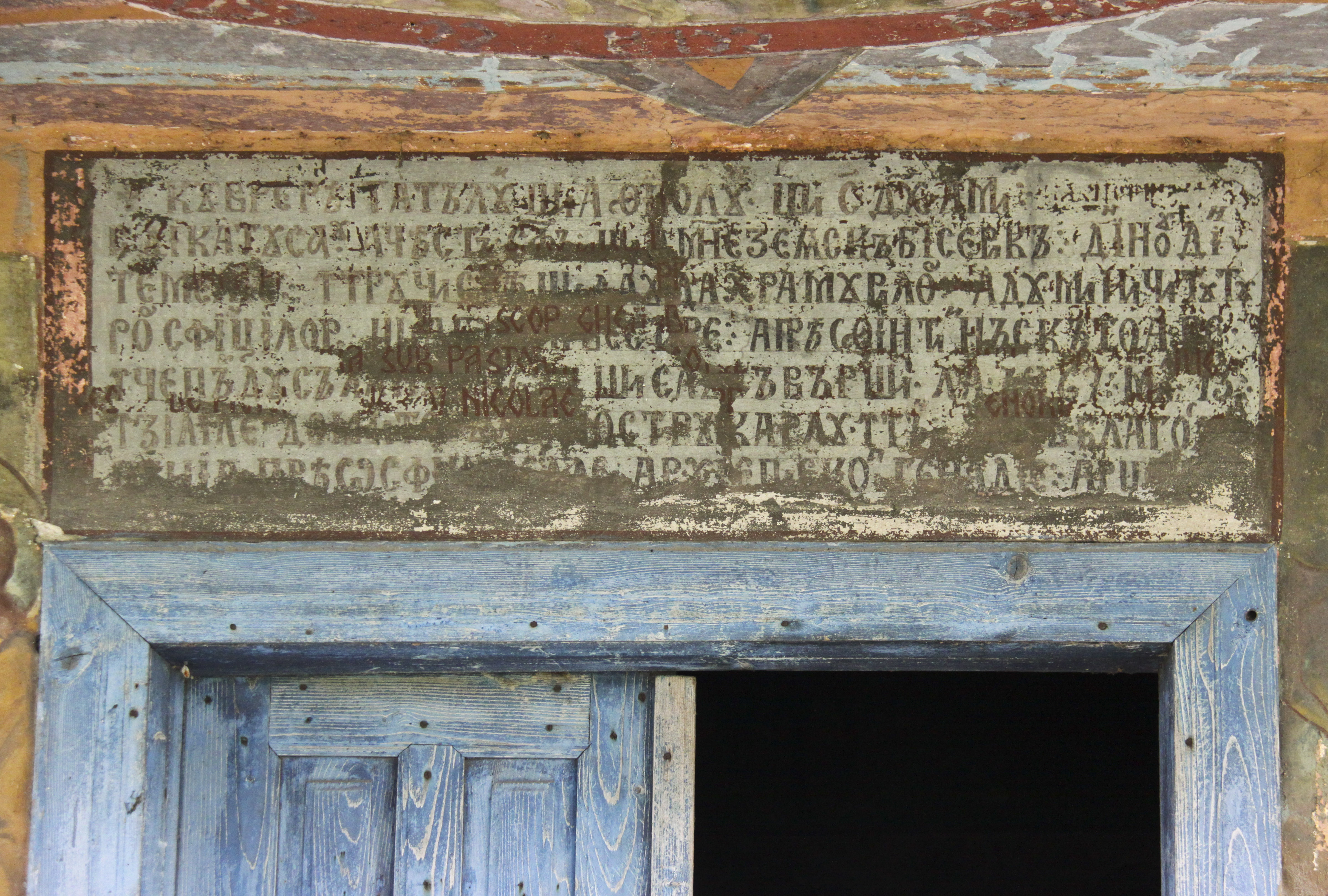
Pisania de peste intrare, de la 1867, foto: aprilie 2011

Biserica de lemn în ziua de paşti, 1930. Acoperişul era încă acoperit cu şiţă.

Biserica de lemn din Cerșani Vale cu hramul „Duminica Tuturor Sfinților” se află în satul Cerșani, comuna Suseni, județul Argeș. A fost ridicată în prima jumătate a secolului 18 și a primit forma actuală în anul 1867. Se distinge îndeosebi prin sculptura puternic profilată în jurul ferestrelor precum și prin brâul median, care amintesc de bisericile asemănătoare din Jupânești, Valea Faurului și într-o oarecare măsură cea din Vultureștii de Jos. Construcția, cu toate adausurile spre apus și întăririle ulterioare, își păstrează în mare parte structura de lemn originală. Biserica lipsește deocamdată de pe noua listă a monumentelor istorice, însă vechimea ei și valoarea artistică a elementelor sale decorative o îndreptățesc la o îngrijire pe măsură. Faptul că această biserică s-a păstrat în anonimat până acum se datorează tencuielii, care a ascuns dar și păstrat vechea construcție.

## Istoric
La anul 1824, în Cerșani erau menționate patru biserici de lemn, două în partea de sus și două în partea de jos a așezării. Dintre acestea s-a păstrat doar una, probabil cea aflată atunci în condiții bune, servită de preotul văduv și bețiv Mihai fiul lui Voicu. Vechimea bisericii de lemn păstrată în Cerșani Vale, sau Cerșanii de Jos, nu este surprinsă de izvoarele cunoscute. Lăcașul poate fi datat relativ în prima jumătate a secolului 18 prin comparație cu alte biserici din zona Argeșului. Astfel cadrele ferestrelor, cu frumoasa lor sculptură în relief, se pot regăsi în forme similare la Jupânești (1742) și Valea Faurului (1727). Deși sculptura decorativă s-a pierdut la Valea Faurului, cadrele s-au păstrat în bună stare, indicând forma inițială pe care acestea le aveau și la biserica din Cerșanii de Jos. La biserica din Cerșani trebuie remarcate dimensiunile mari ale cadrelor de fereastră și varietatea decorului, care întrec pe cele de la foarte bine păstrata biserică de lemn din Jupânești, una dintre cele mai valoroase biserici de lemn din Muntenia.
Momentul renovării acestui lăcaș în forma pe care o prezintă azi a fost consemnat într-o pisanie peste intrare: „Cu vrerea Tatălui și cu a Fiului și S[fântului] Duh amin, ridicatusau această sfântă și Dumnezeiască biserică din nou din temelie întru ci[n]stea și lauda hramurilor a Duminici[i] Tuturor Sfinților și la Buna Vestire, a prea sfintei Născătoare, începândusă la [186. ...] și sau săvârșit la 1867 mai 13. În zilele domnitorului nostru Carlu întă[i] ... cu blagosloveniia preaosfințitului arhiepiscop Ghenadie, Argeș”. Structura vizibilă indică amploarea lucrărilor de renovare. Acestea au avut drept scop extinderea spre apus și îmbrăcarea în o cămașă de tencuială și pictură murală, care să dea impresia unei construcții de zid. O parte din pereții transversali au fost mutați sau înlocuiți din zidărie. Bolțile interioare și acoperișul au fost la rândul lor schimbate. Turnul și pridvorul de zid fac parte din elementele noi, adause la 1867.
Pentru secolul 20 sunt surprinse lucrări de reparație în 1910, 1943 și 1965. Aceste reparații, pe lângă o întreținere cosmetică, au adus în plus un acoperiș de tablă și intervenții structurale cu fier și beton. 

## Trăsături
Lăcașul din Cerșani Vale are aparent caracterul unei biserici de zid, pe care l-a primit intenționat după renovarea de la 1867. Sub tencuială se distinge însă o biserică de lemn caracteristică secolului 18, în linii mari încă ușor de recunoscut. 
Construcția are planul alungit, împărțit de la vest la est în încăperi succesive: pridvor, tindă, naos și altar. Se remarcă lărgimea deosebit de mare a bisericii și altarului, păstrată din faza inițială, din secolul 18, remarcabilă pentru bisericile de lemn de odinioară. Lungimea bisericii inițiale se poate lesne determina urmărind brâul median, care se termină pe latura de nord în dreptul unui șoș vertical vizibil. Prelungirea tindei s-a făcut de la acel șoș, câțiva metri spre vest, foarte probabil cu lemne parțial refolosite din demolarea unui perete interior. Peretele de la intrare poate fi cel inițial, translat spre apus pe linia de acum. Peretele despărțitor, dintre tindă și naos, a fost și el deplasat spre apus în 1867, lărgind nava cu mai bine de un metru. Pridvorul este zidit din cărămidă la 1867. Peretele iconostasului și proscomidia din altar sunt și ele zidite în aceeași perioadă. Bolțile navei și altarului sunt din împletitură de nuiele, prinse cu cuie de fier în arcuri dublouri, pe extrados. Împletitura este secundară, din 1867, și a fost atunci tencuită și zugrăvită. 
Modificările planimetrice și structurale din 1867, precum și adausul turnului, au slăbit rezistența bisericii la forțele laterale, conducând în timp la slăbirea tălpilor și cununilor de sub streașină. Micii contraforți, tiranții și stâlpii de beton interiori au fost adăugați în secolul 20 ca să rezolve această problemă. Betonul este dăunător structurii de lemn, concurând găurile din acoperiș la degradarea construcției. 

## Imagini exterioare

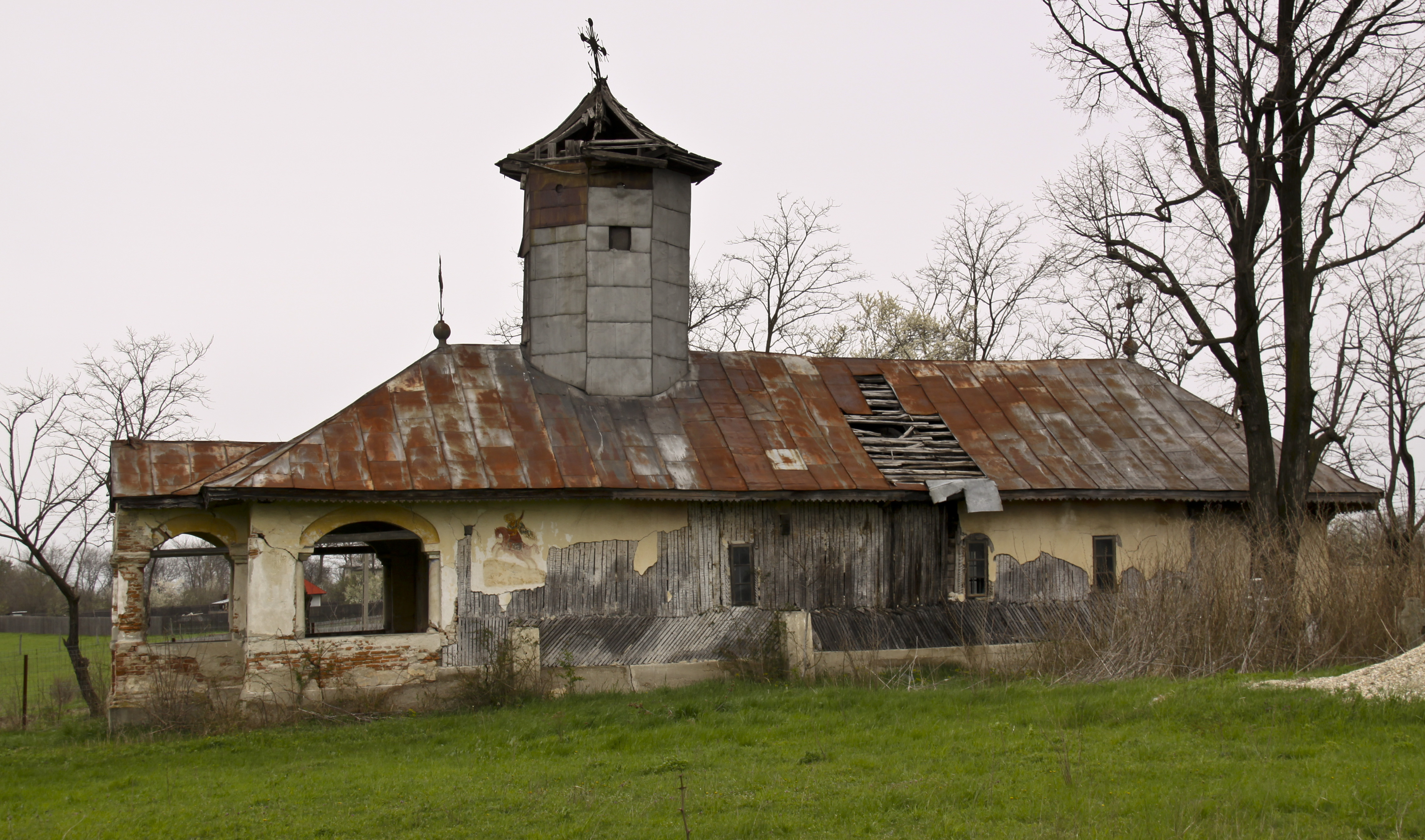
sud
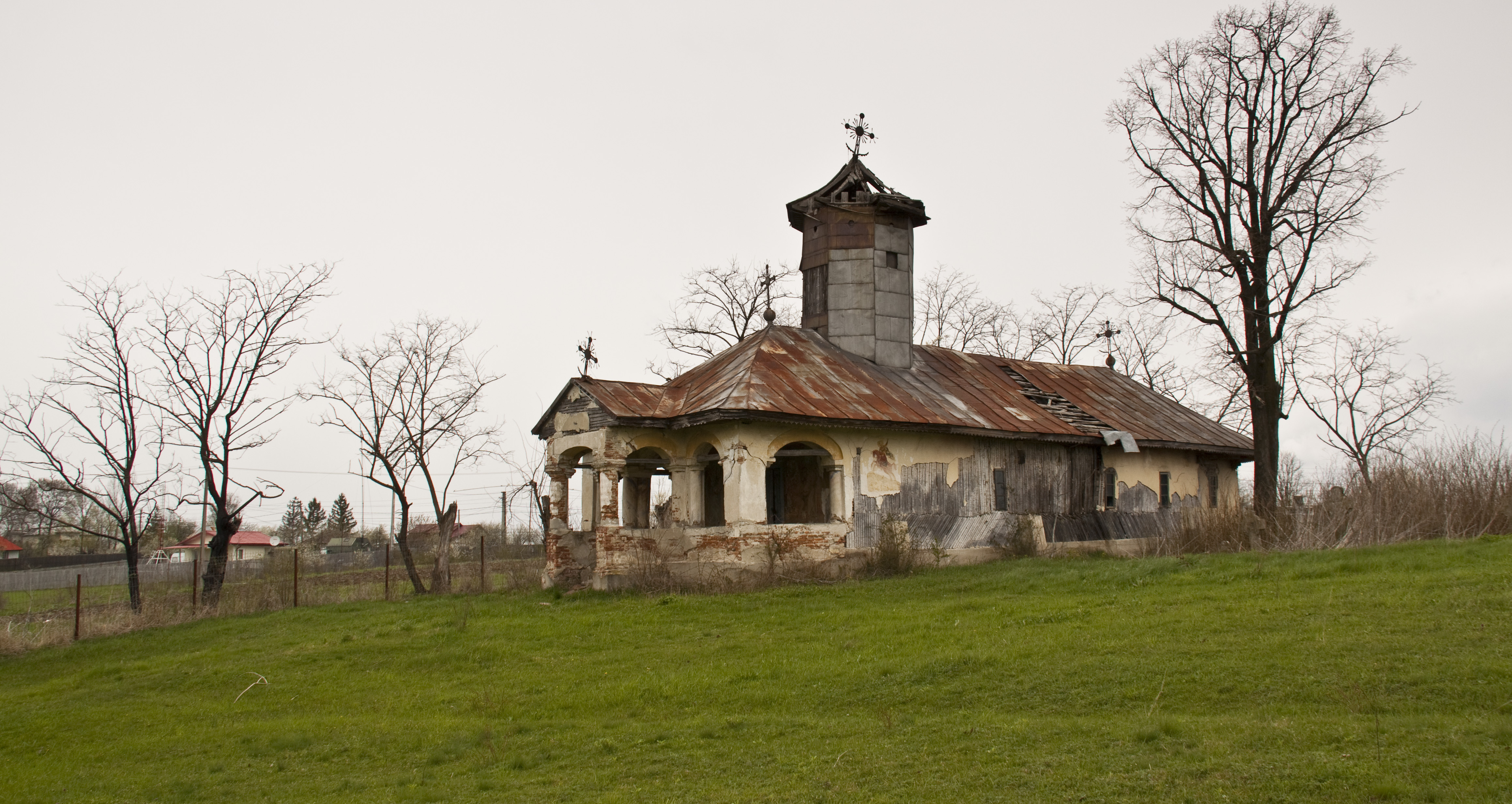
sud-vest
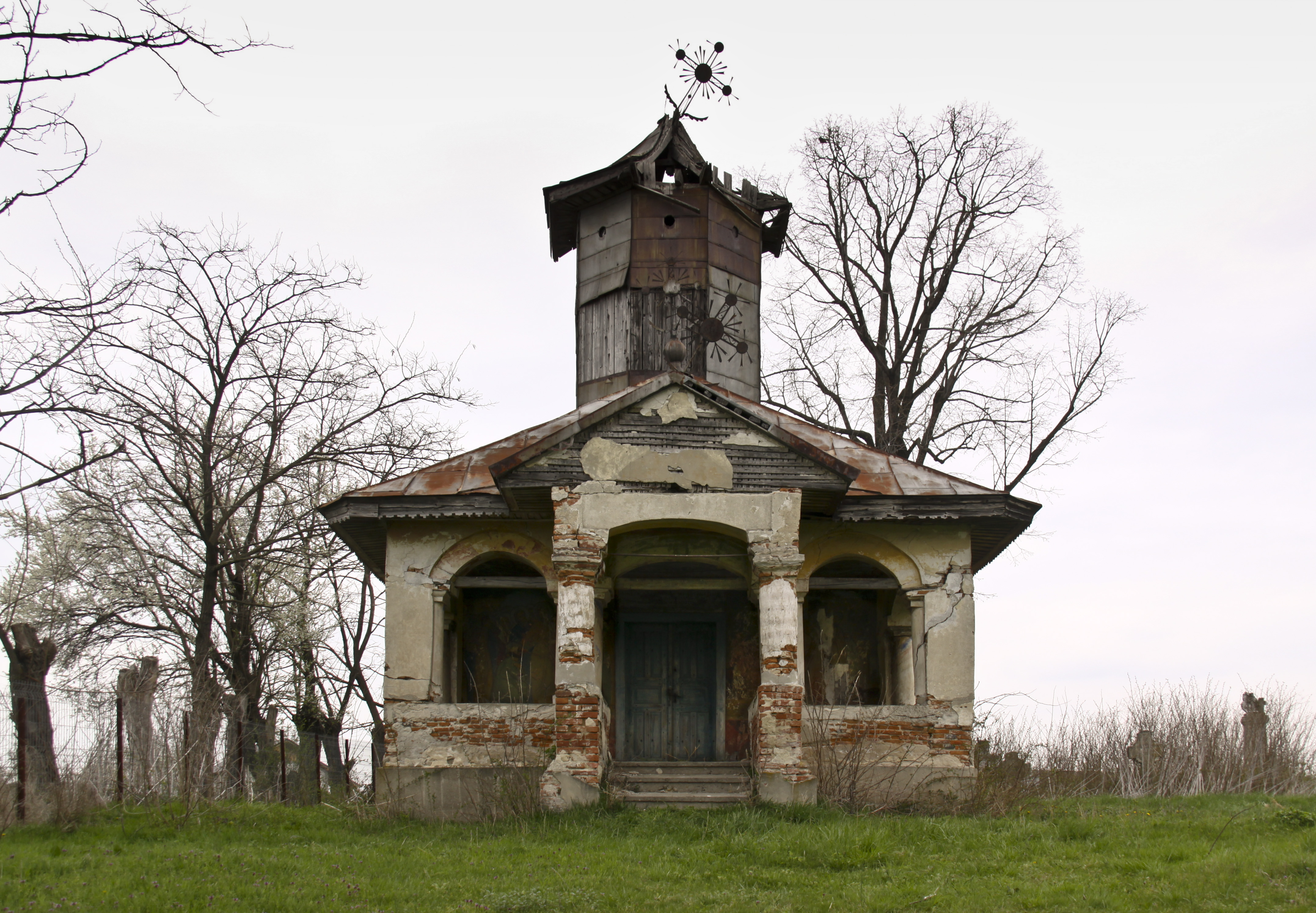
vest
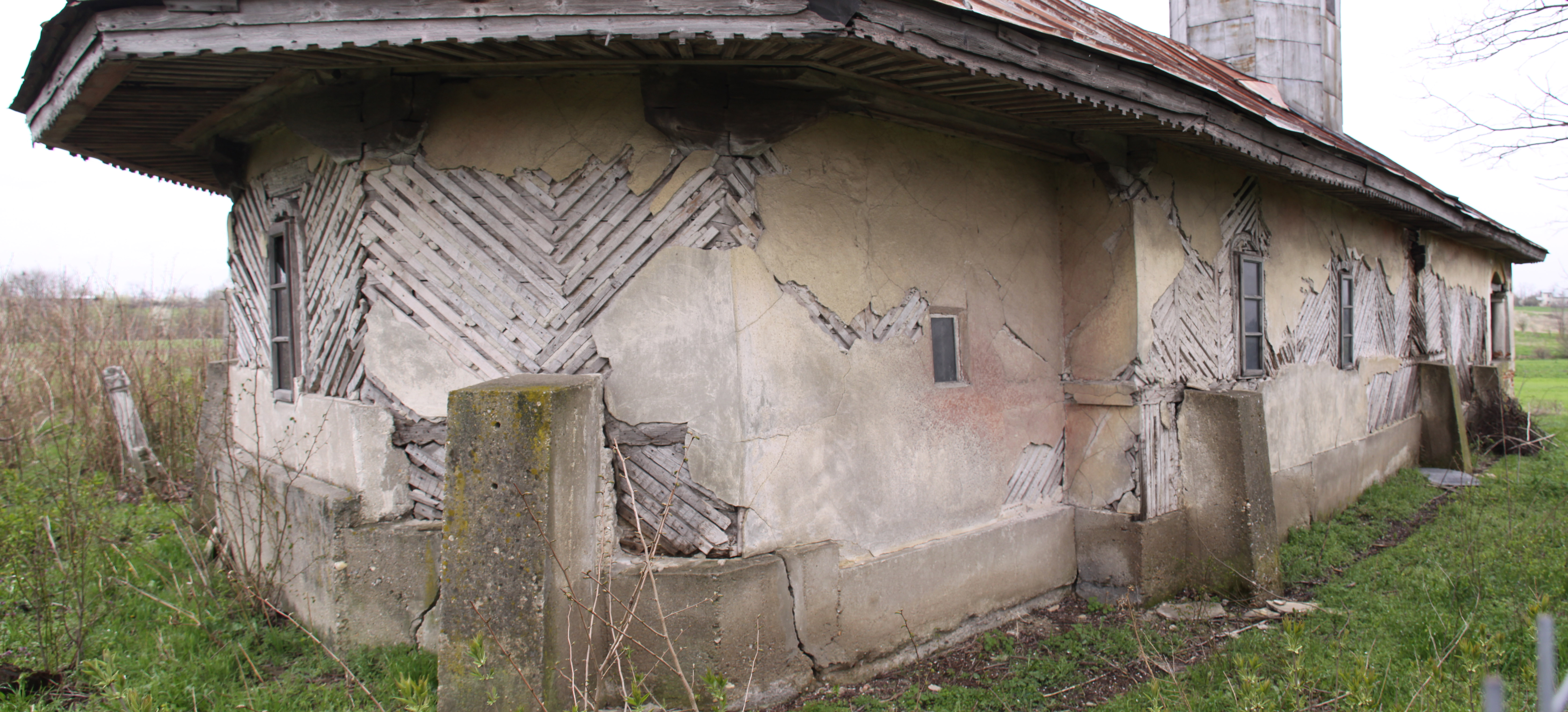
butea, nord-est
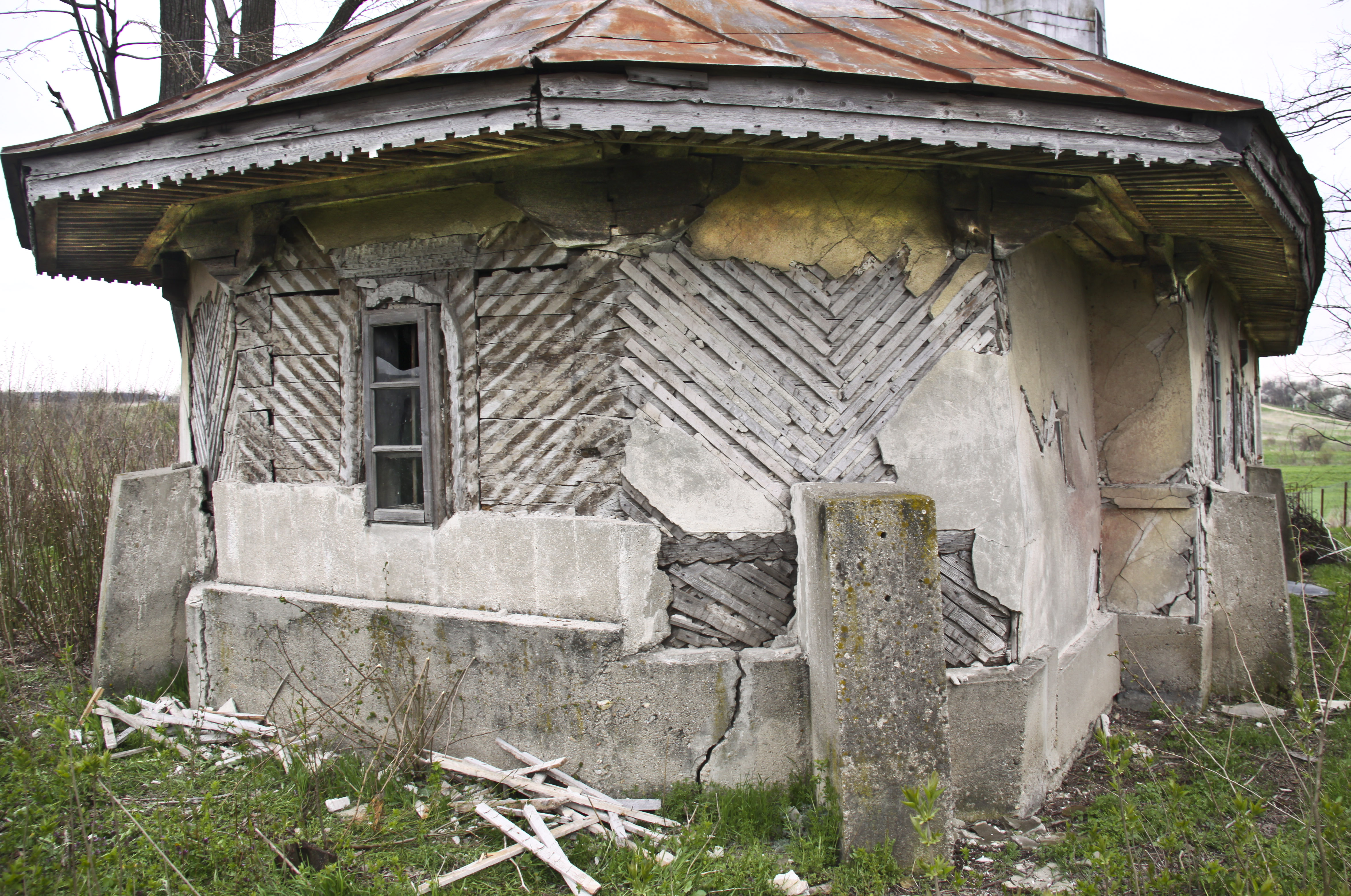
altar, nord-est
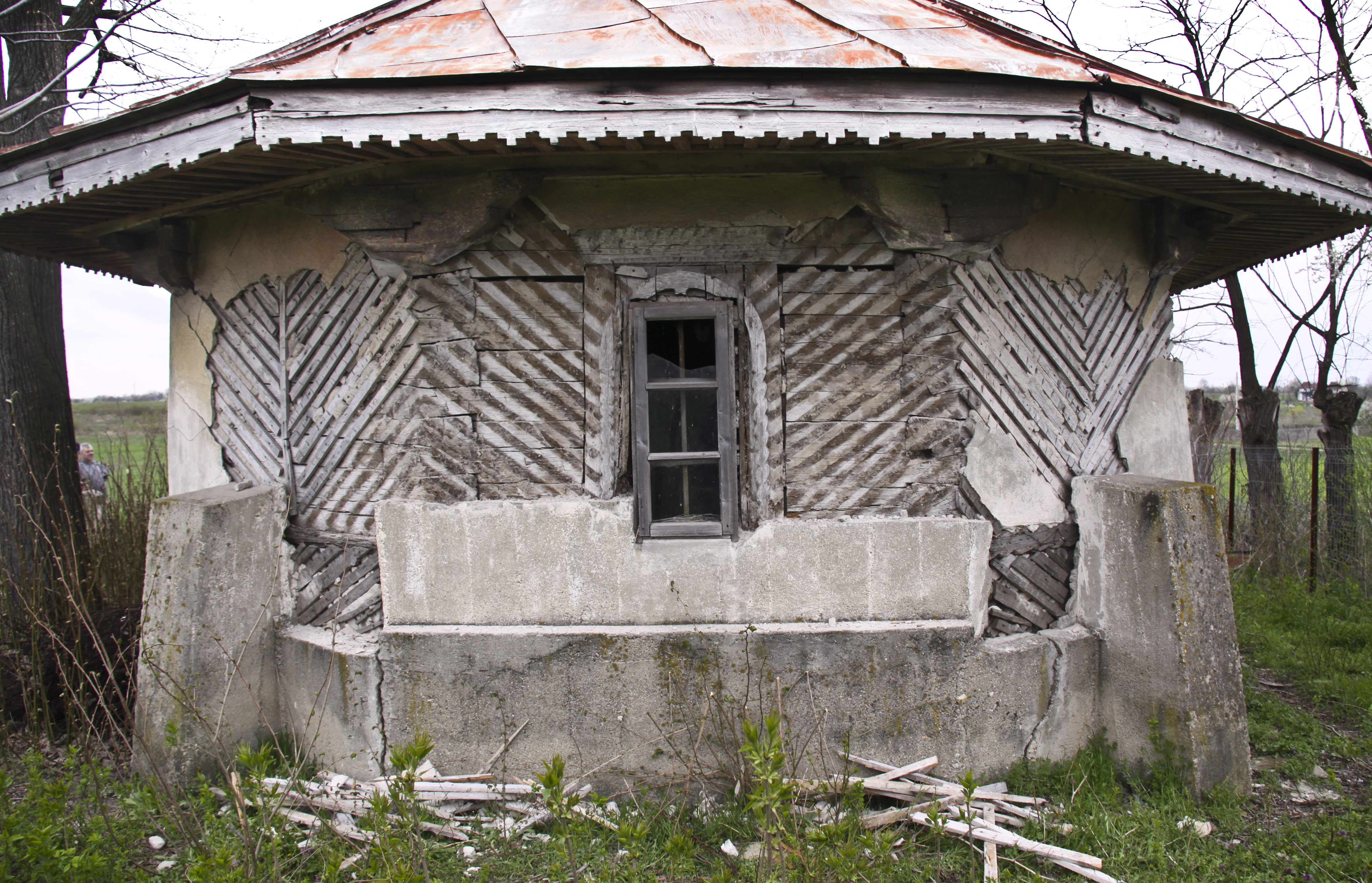
altar, est
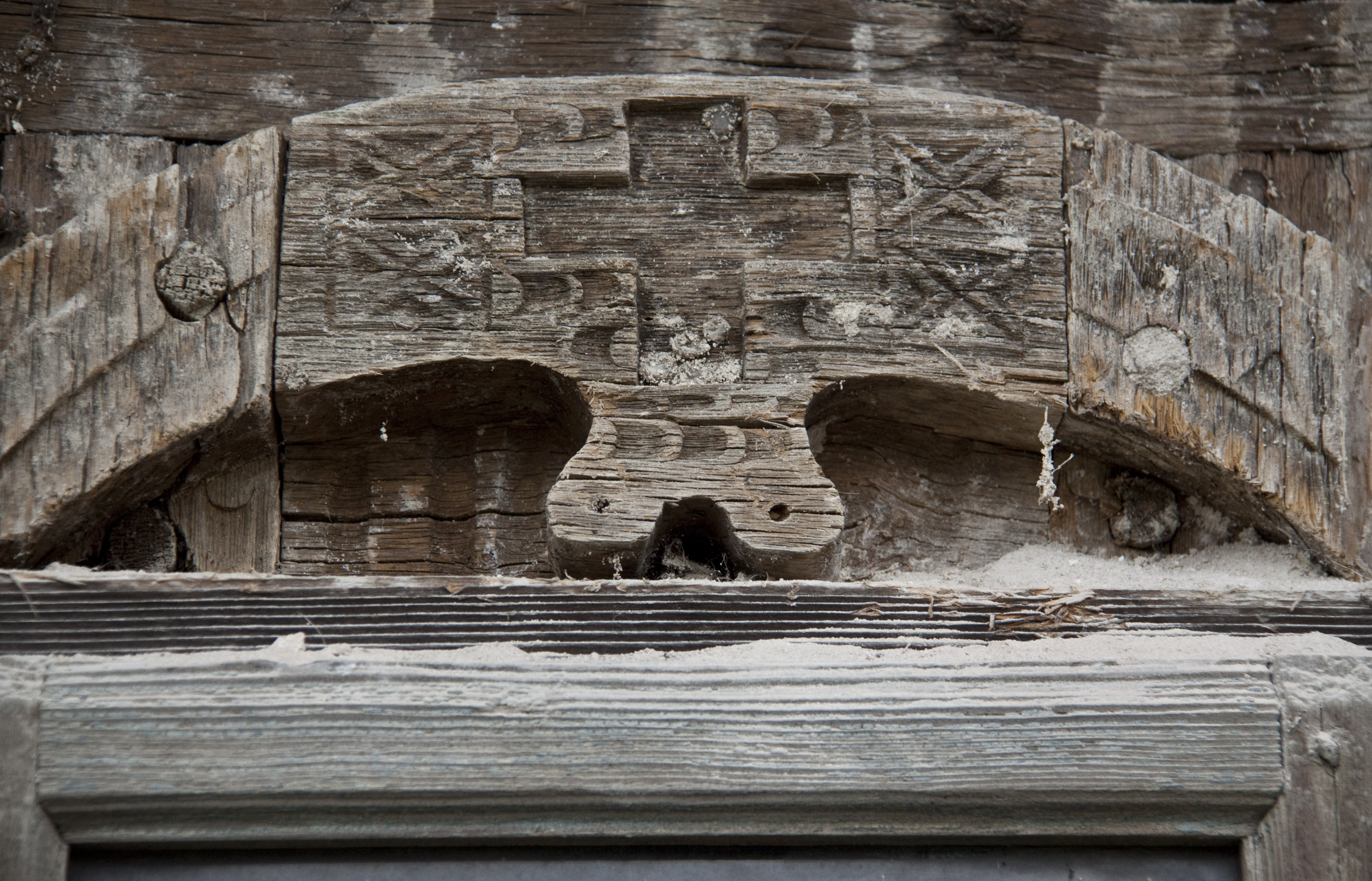
fereastră sud, detaliu
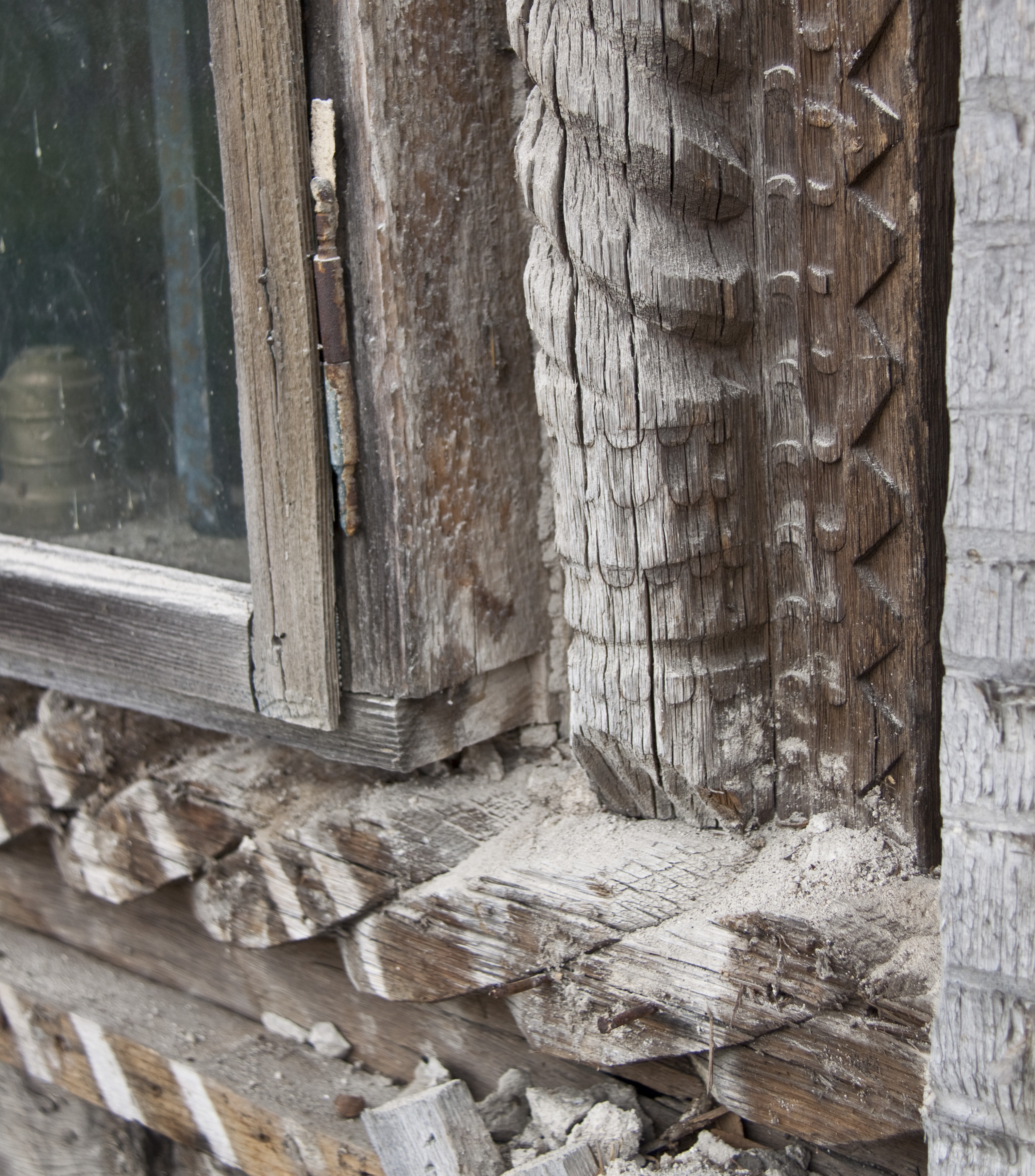
fereastră sud, detaliu
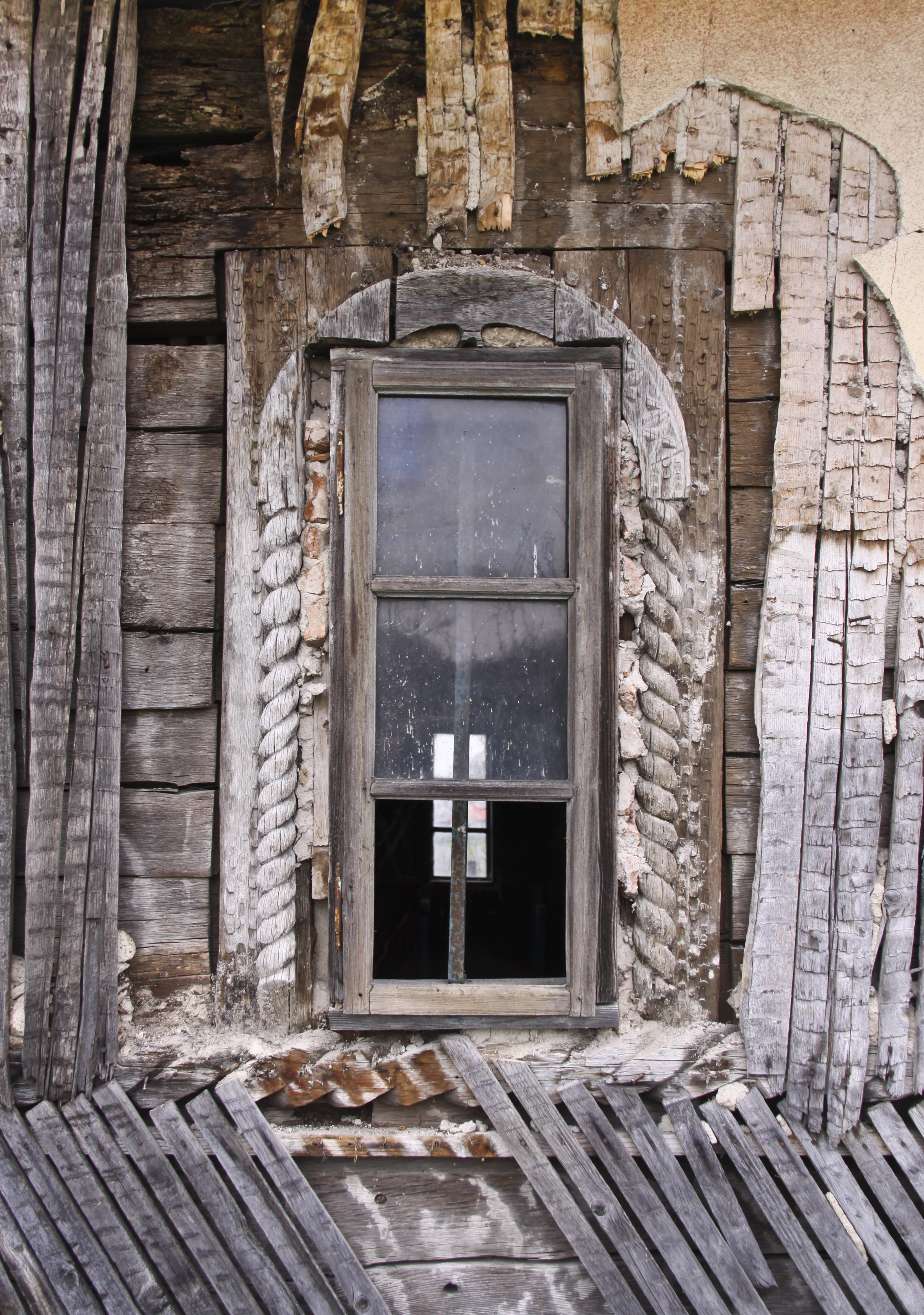
fereastră sud, naos
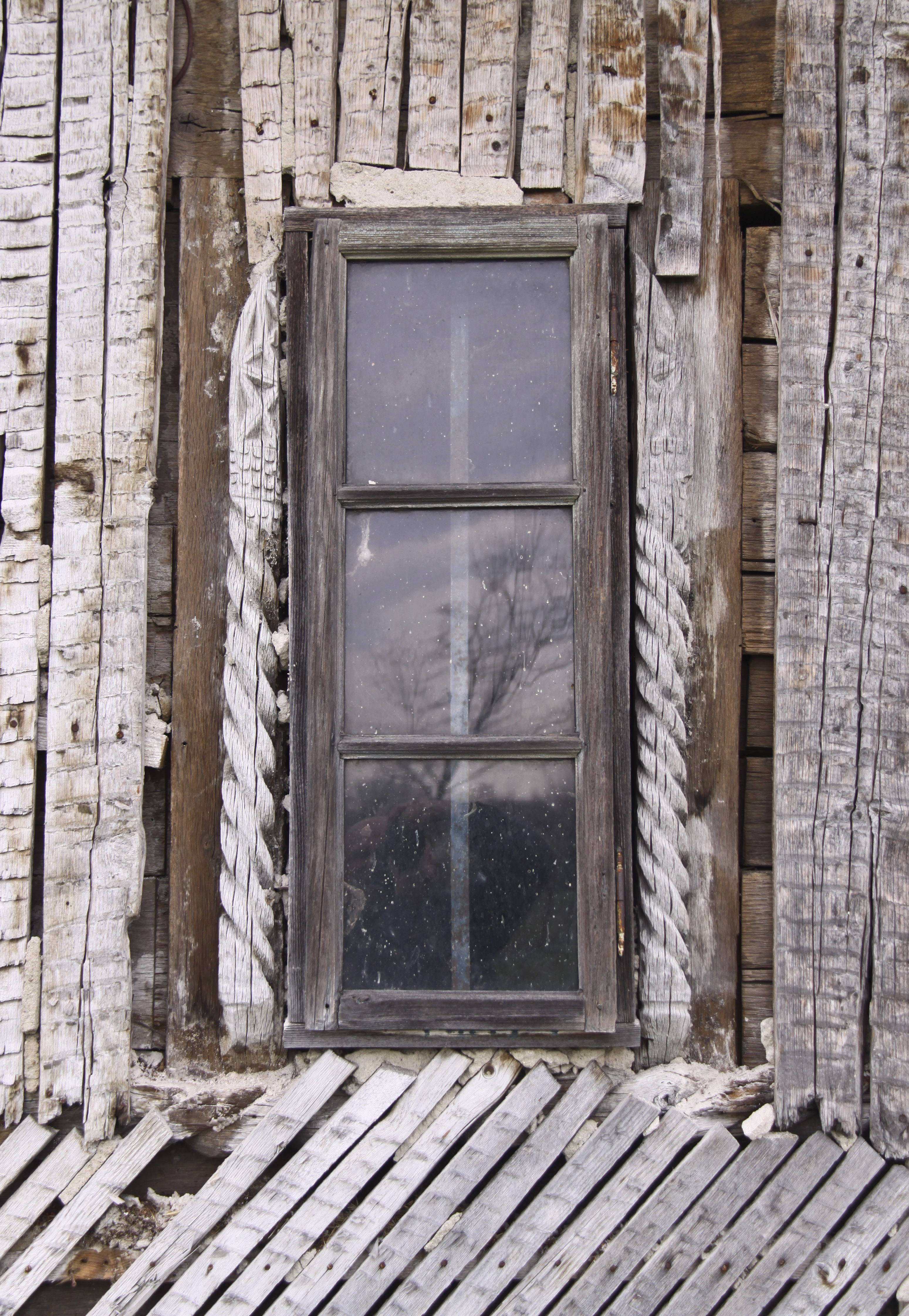
fereastră sud, tindă
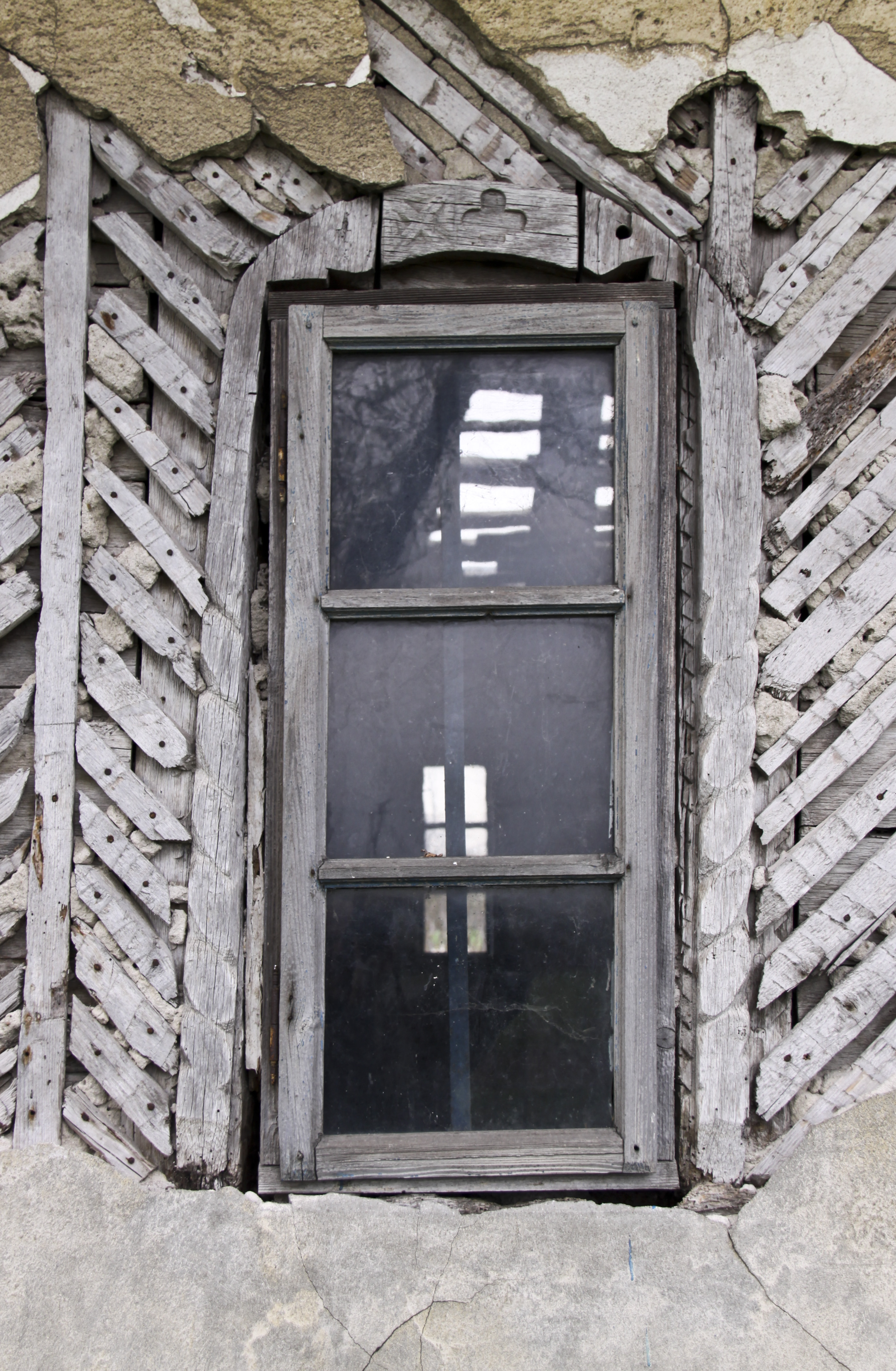
fereastră nord, naos
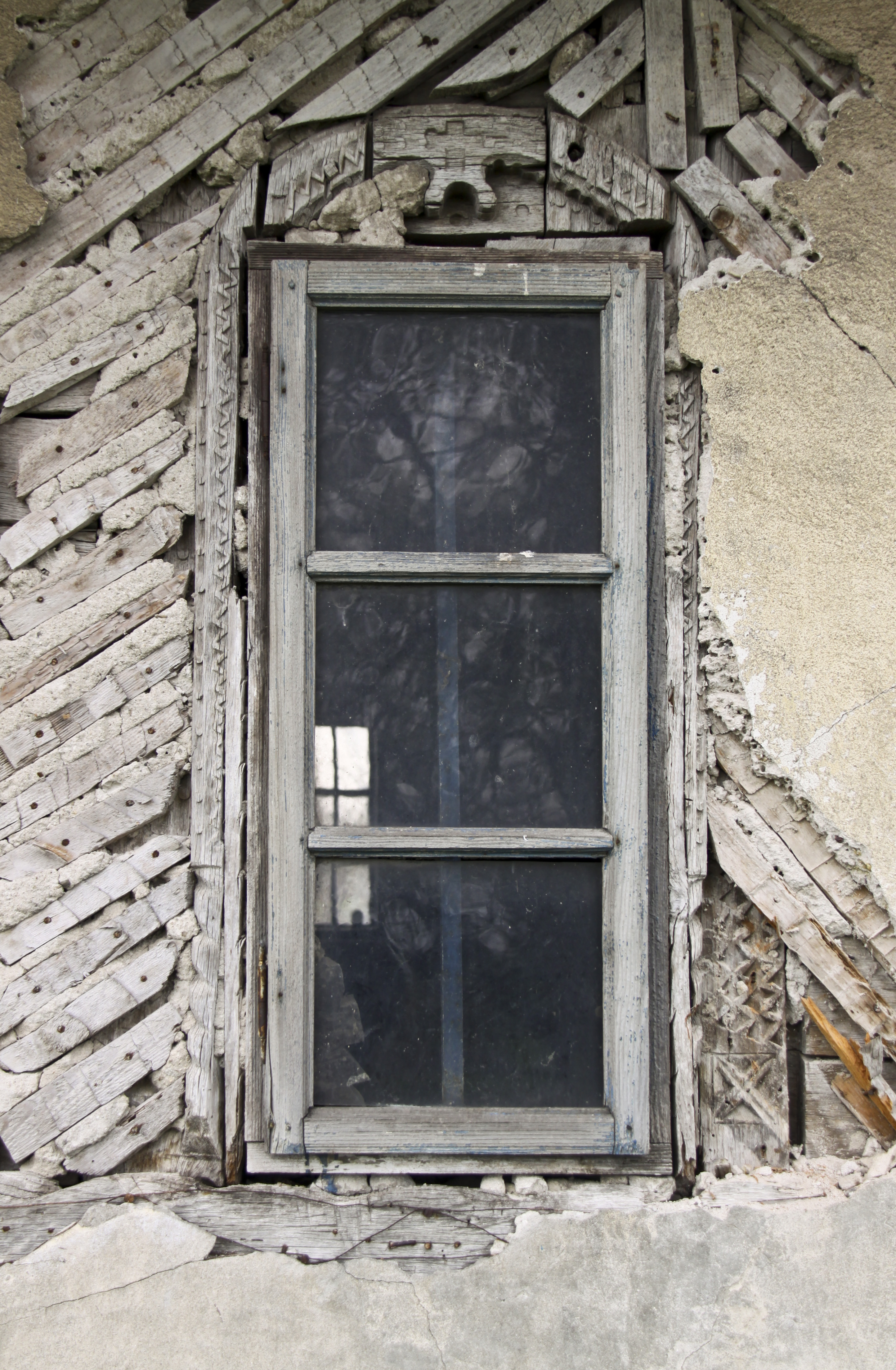
fereastră nord, naos
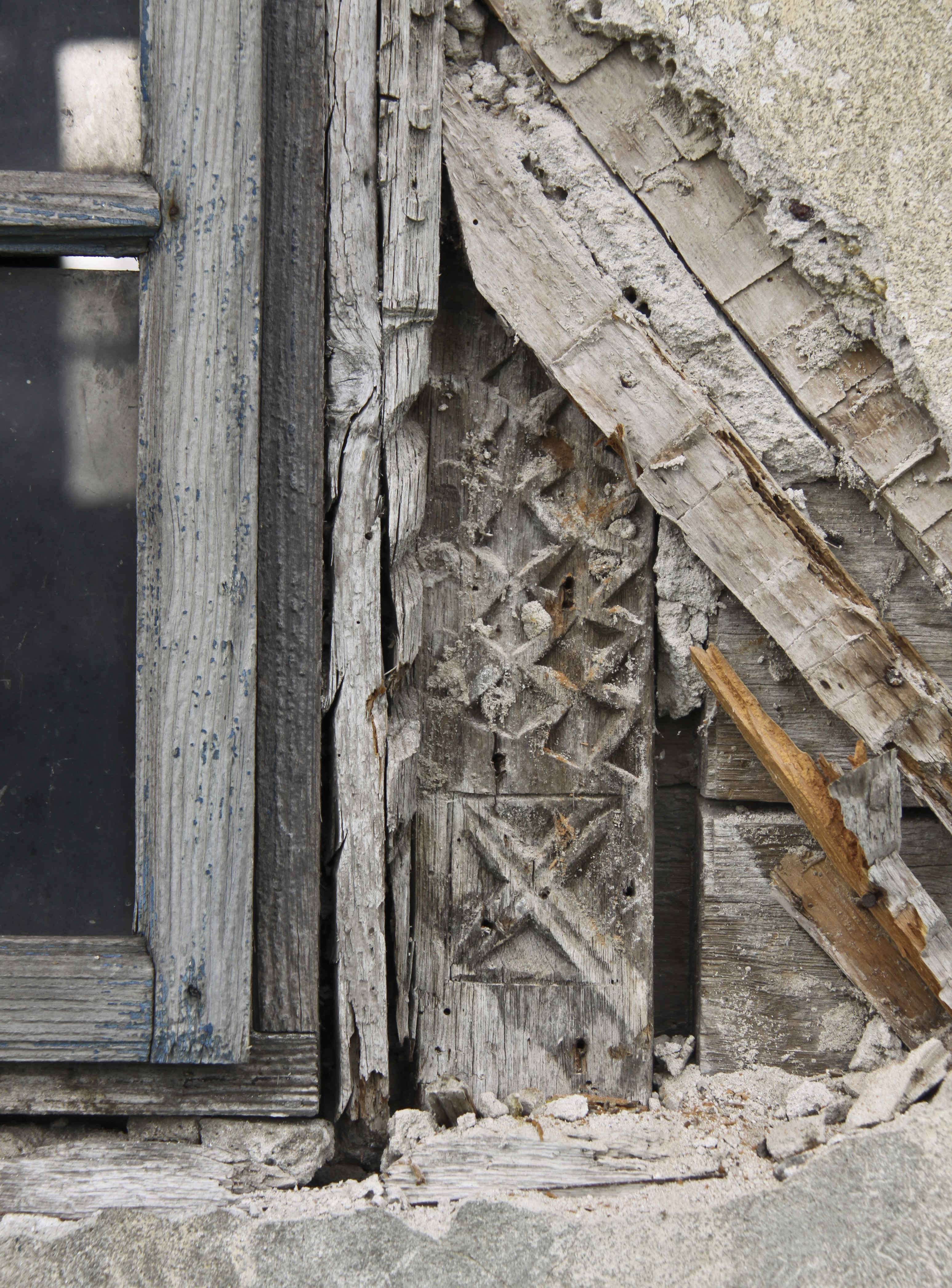
fereastră nord, naos, detaliu
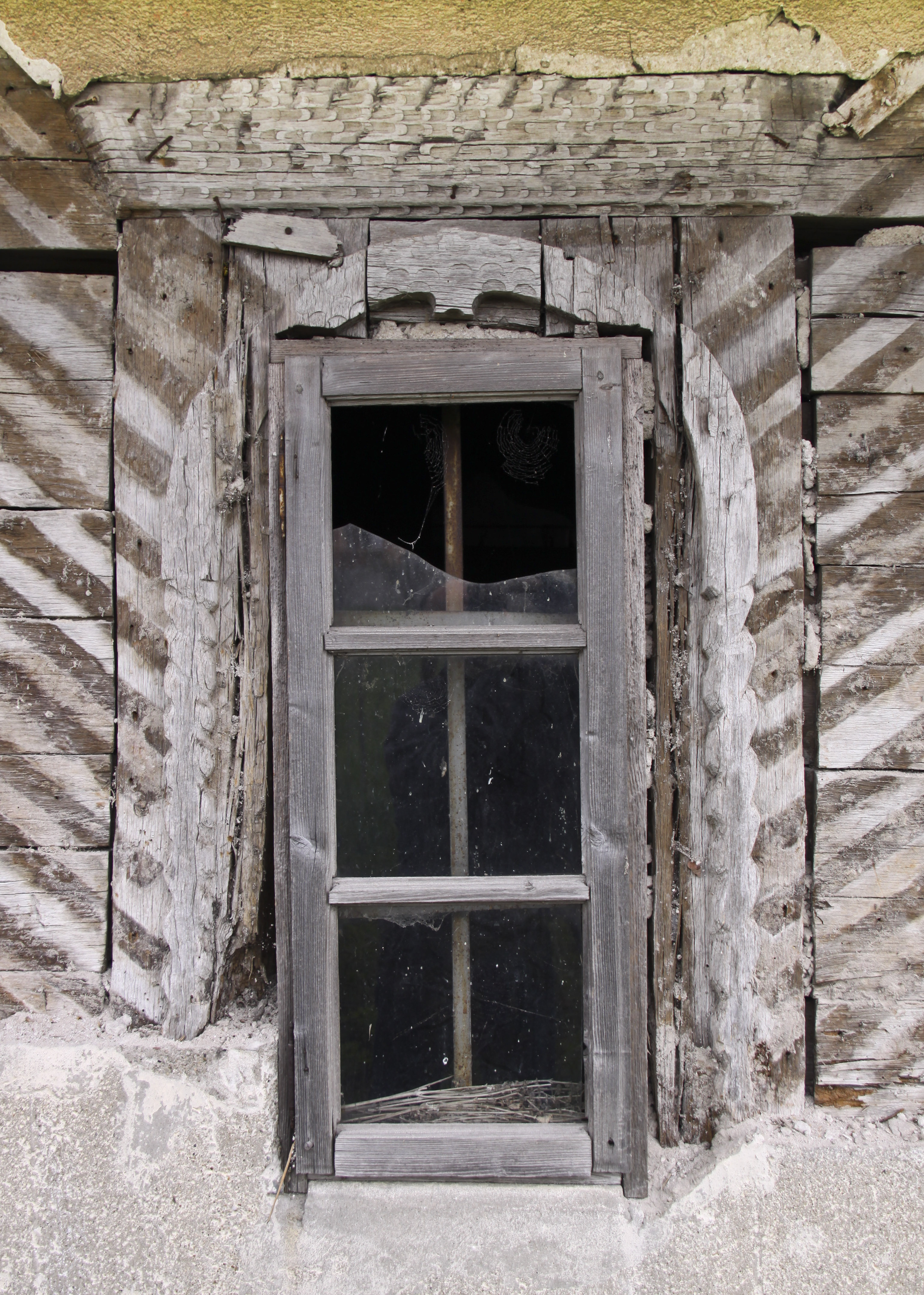
fereastră în axul altarului
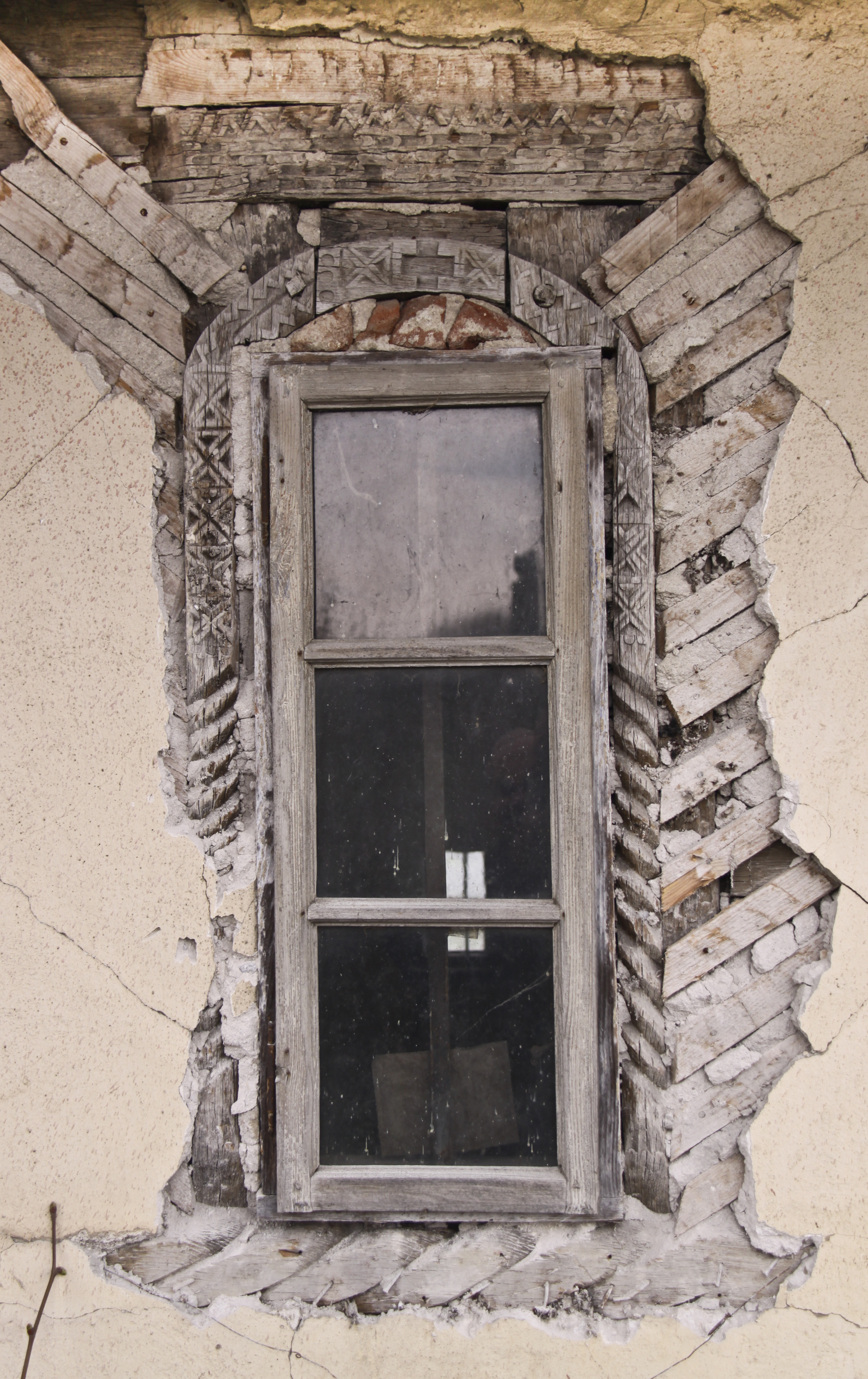
fereastră sud, altar
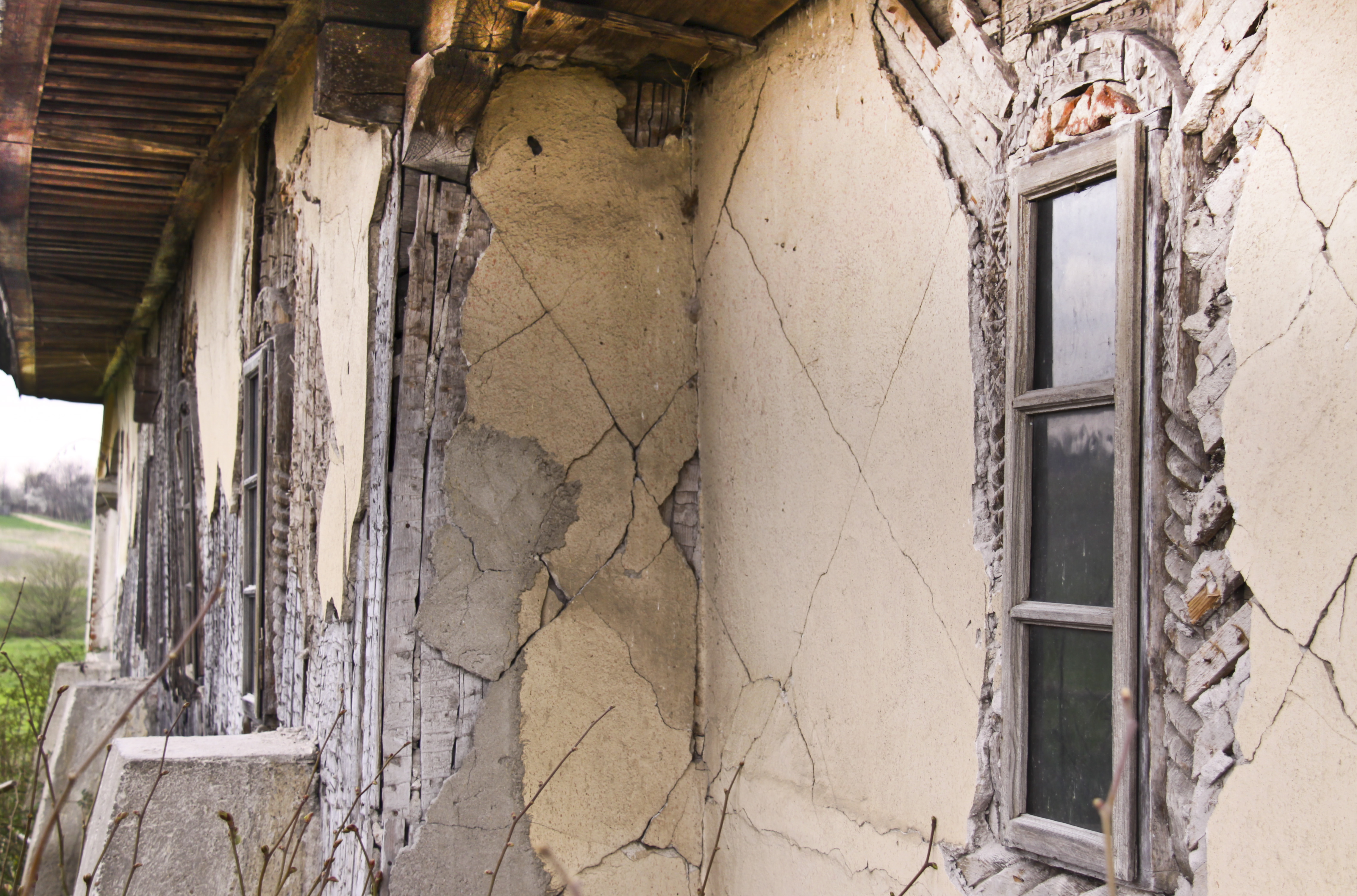
descroşul, sud
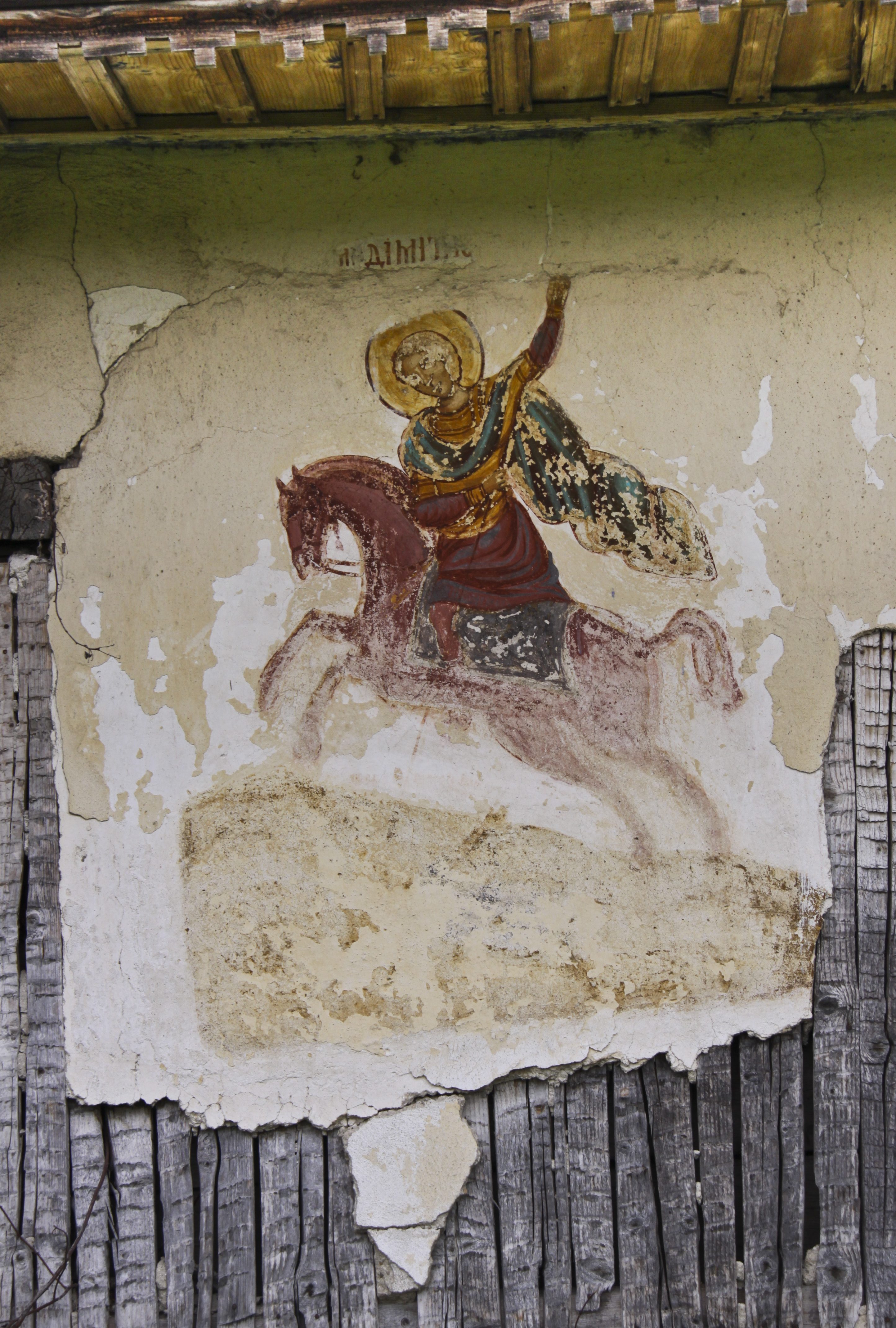
Sfântul Dimitrie
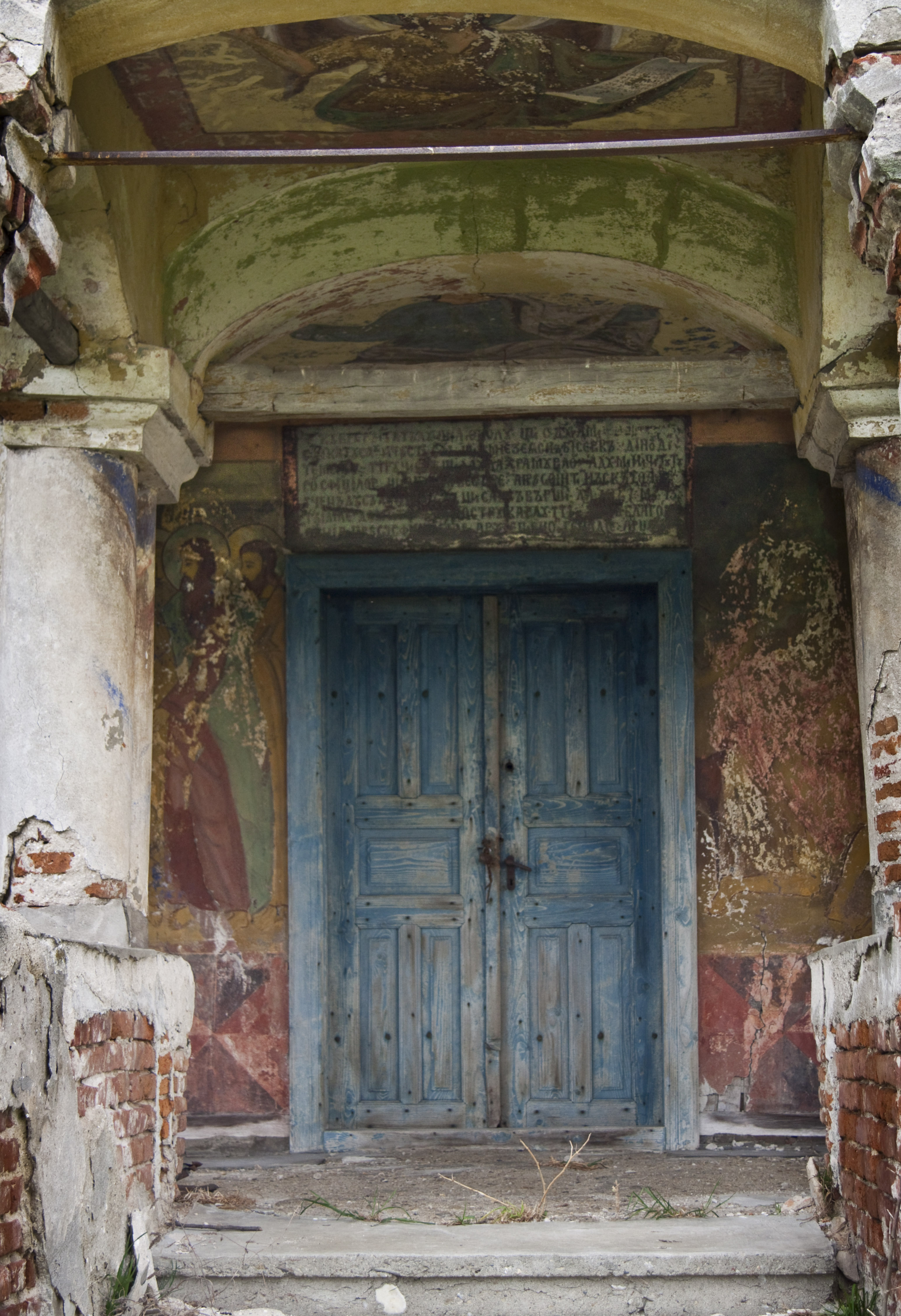
intrarea
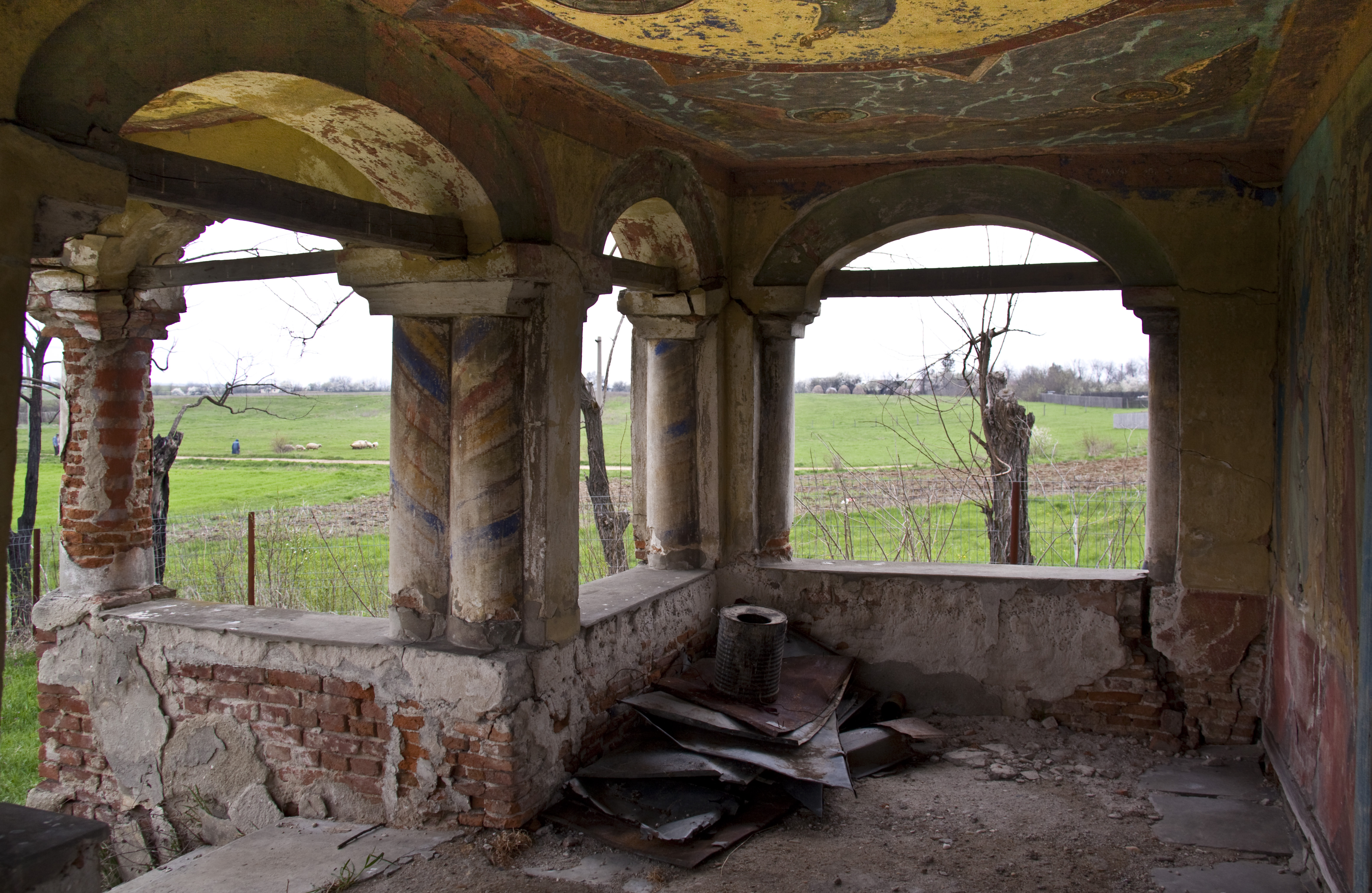
pridvor
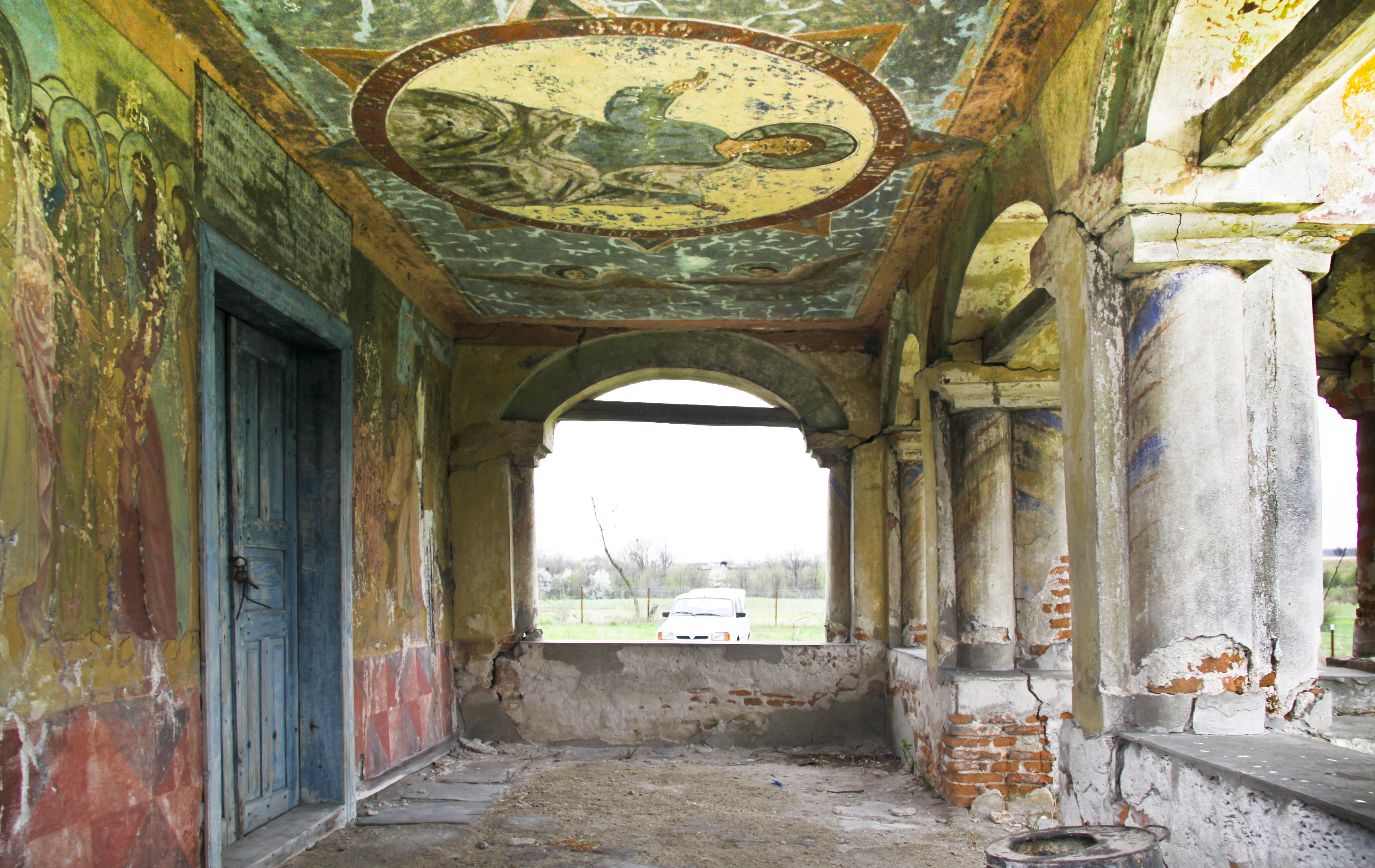
pridvor
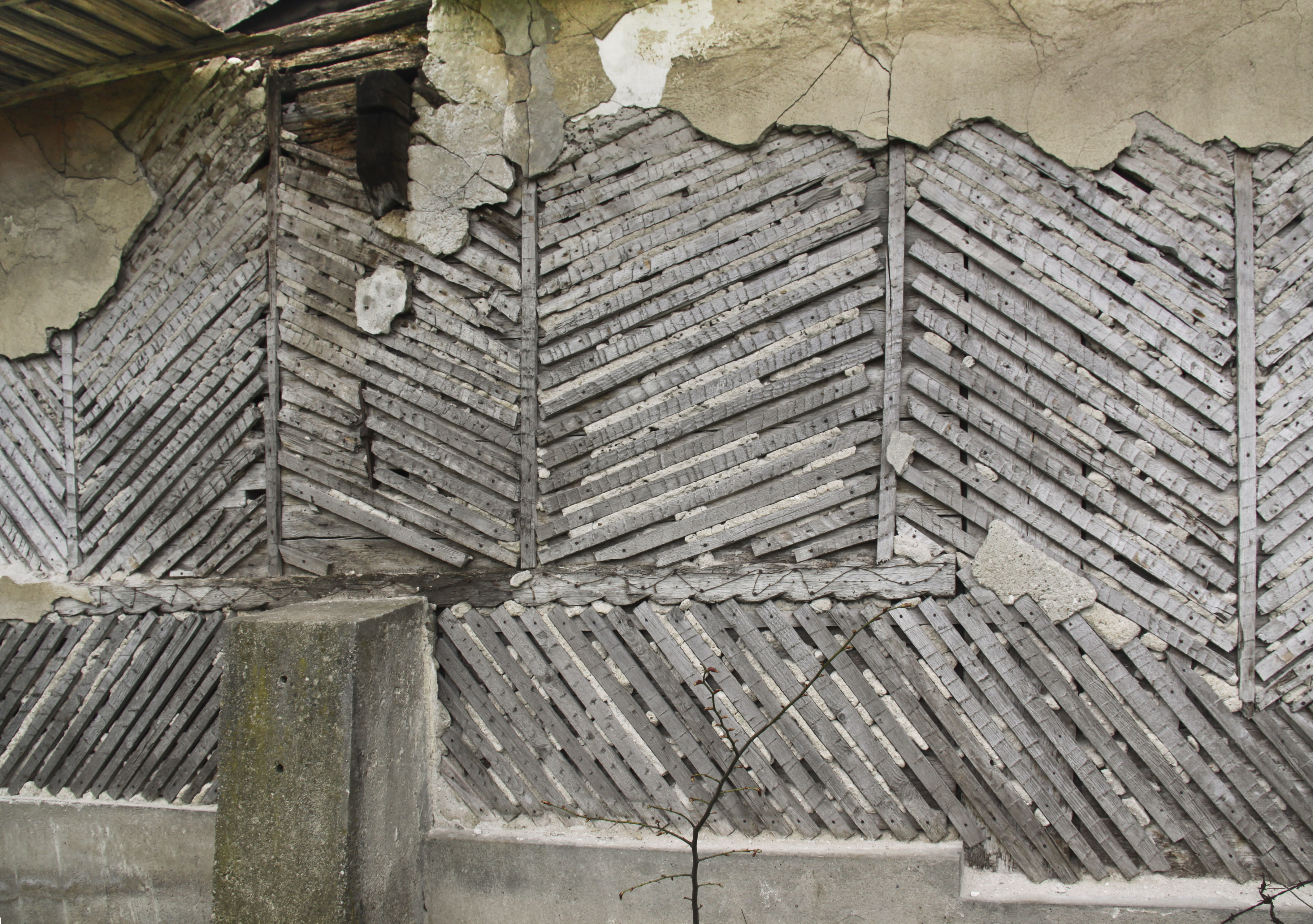
legătura între tinda veche şi nouă
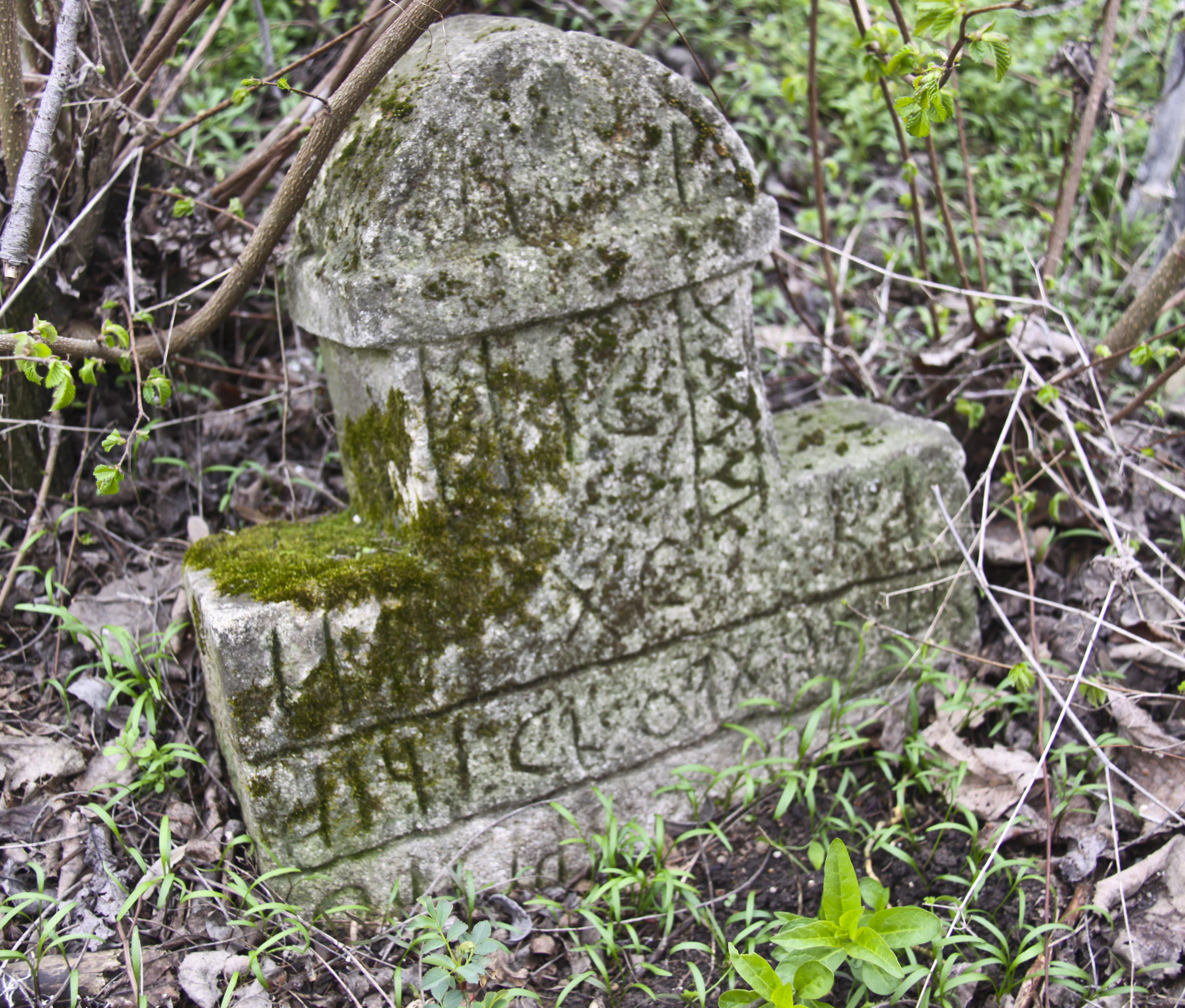
cruce funerară, secolul 19
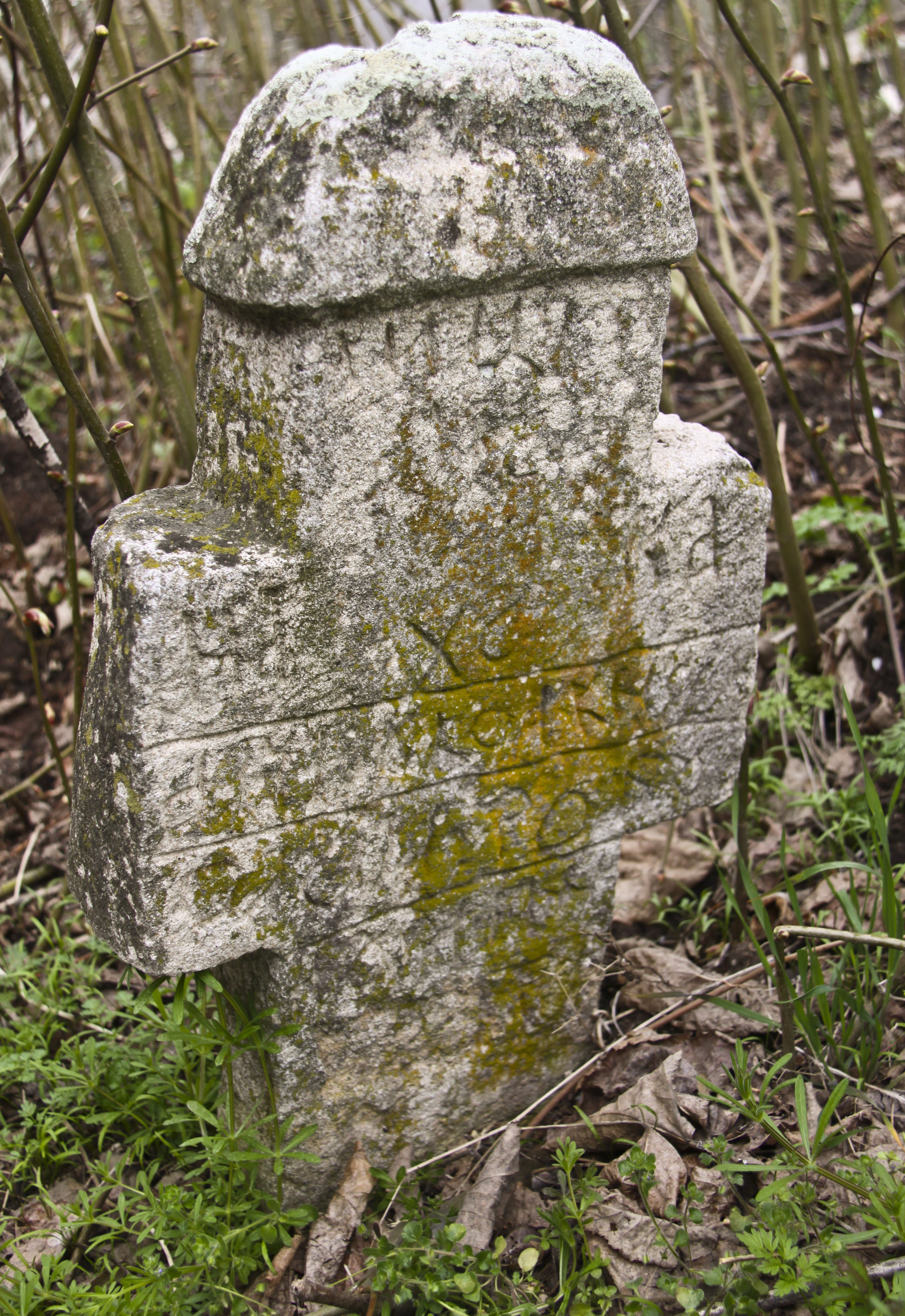
cruce funerară, secolul 19

## Imagini interioare

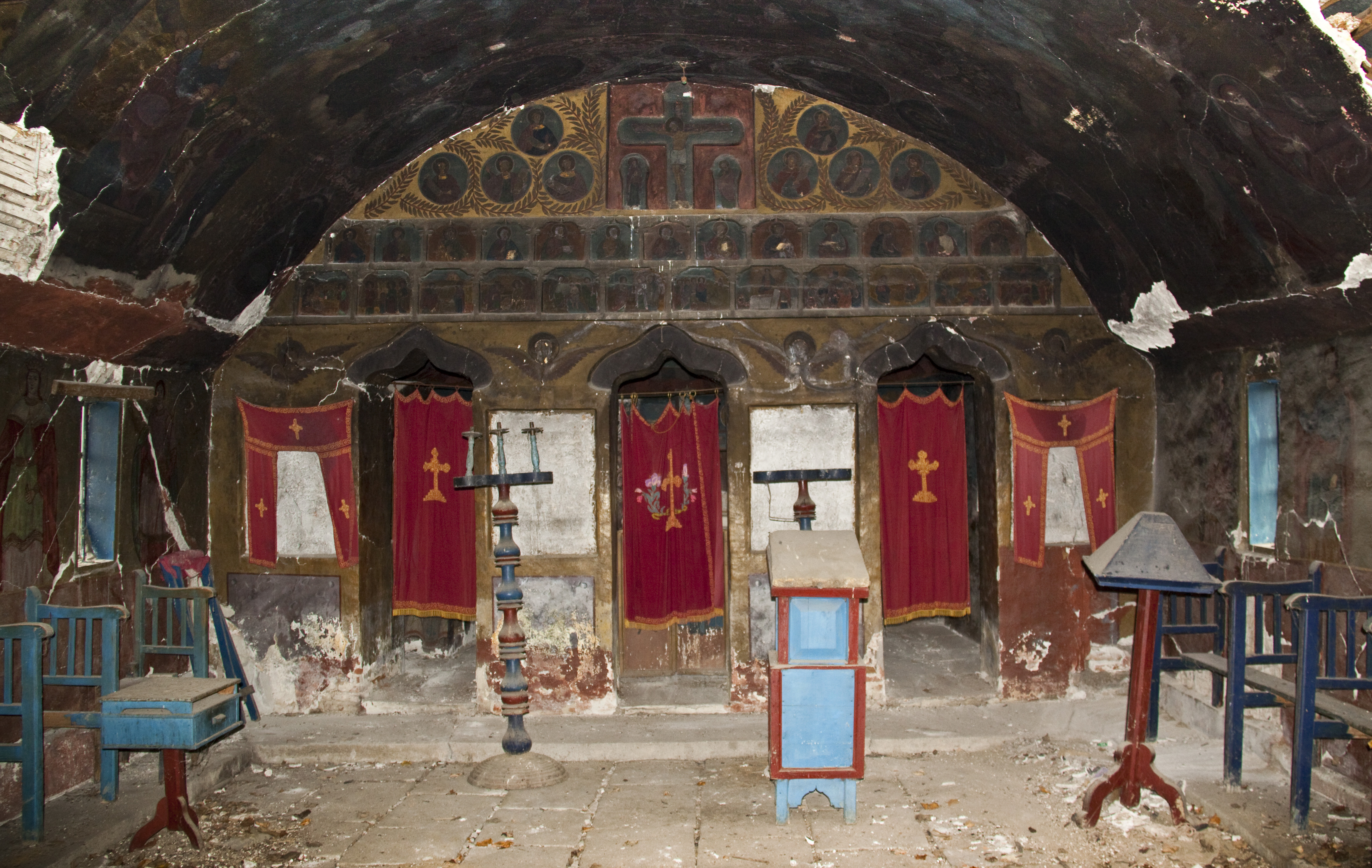
naos, iconostasul
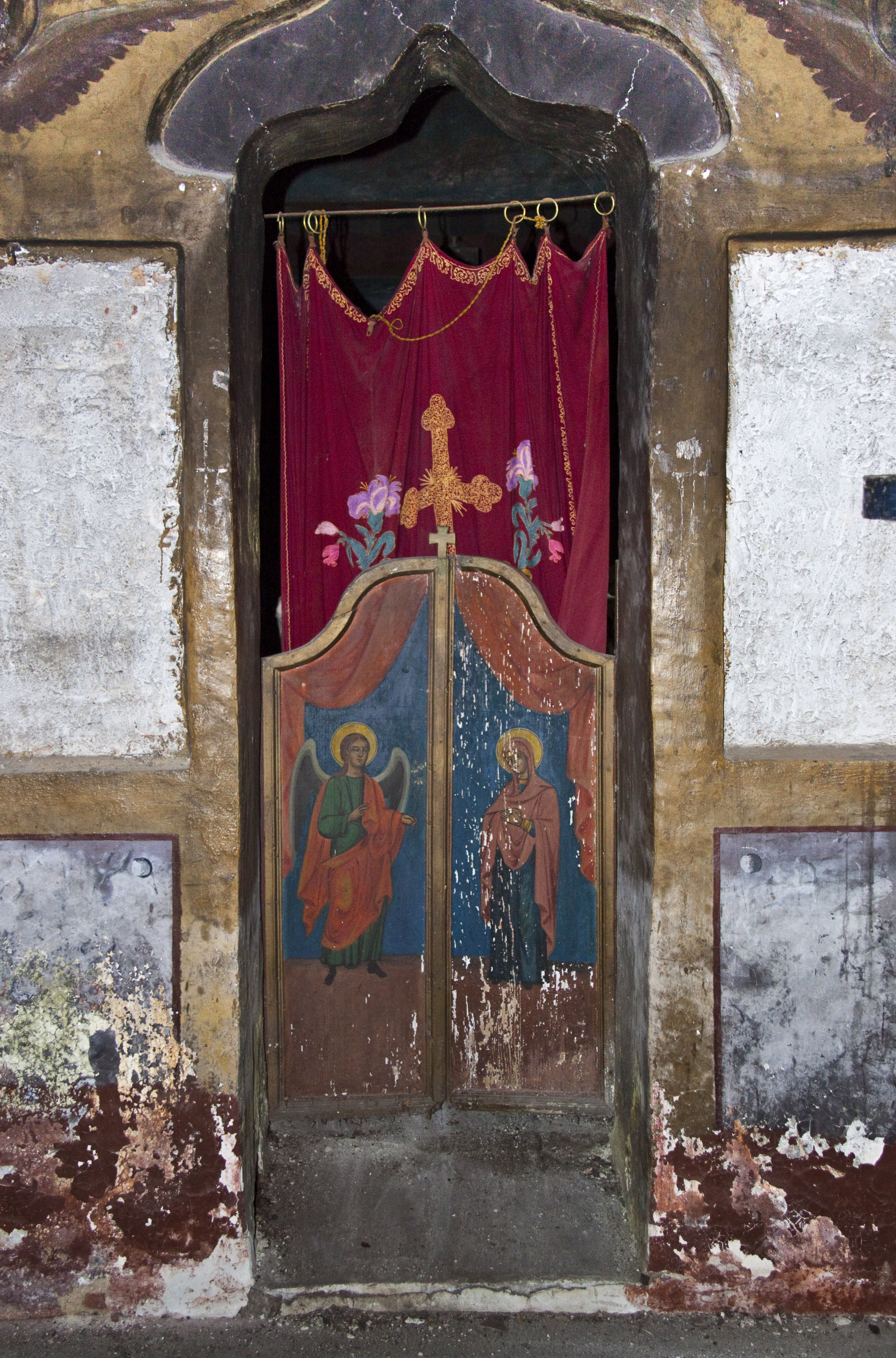
uşile împărăteşti
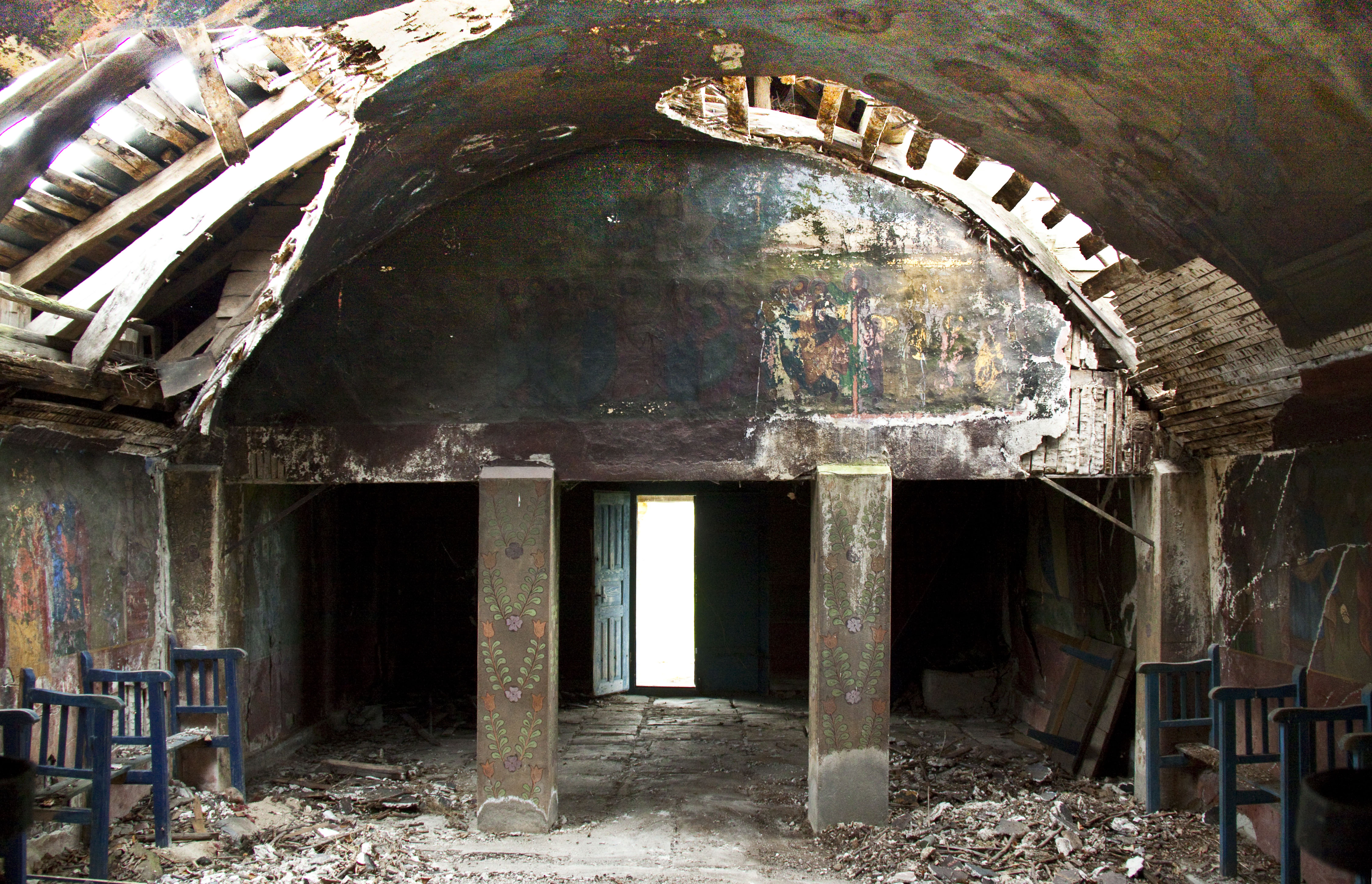
naos, spre tindă
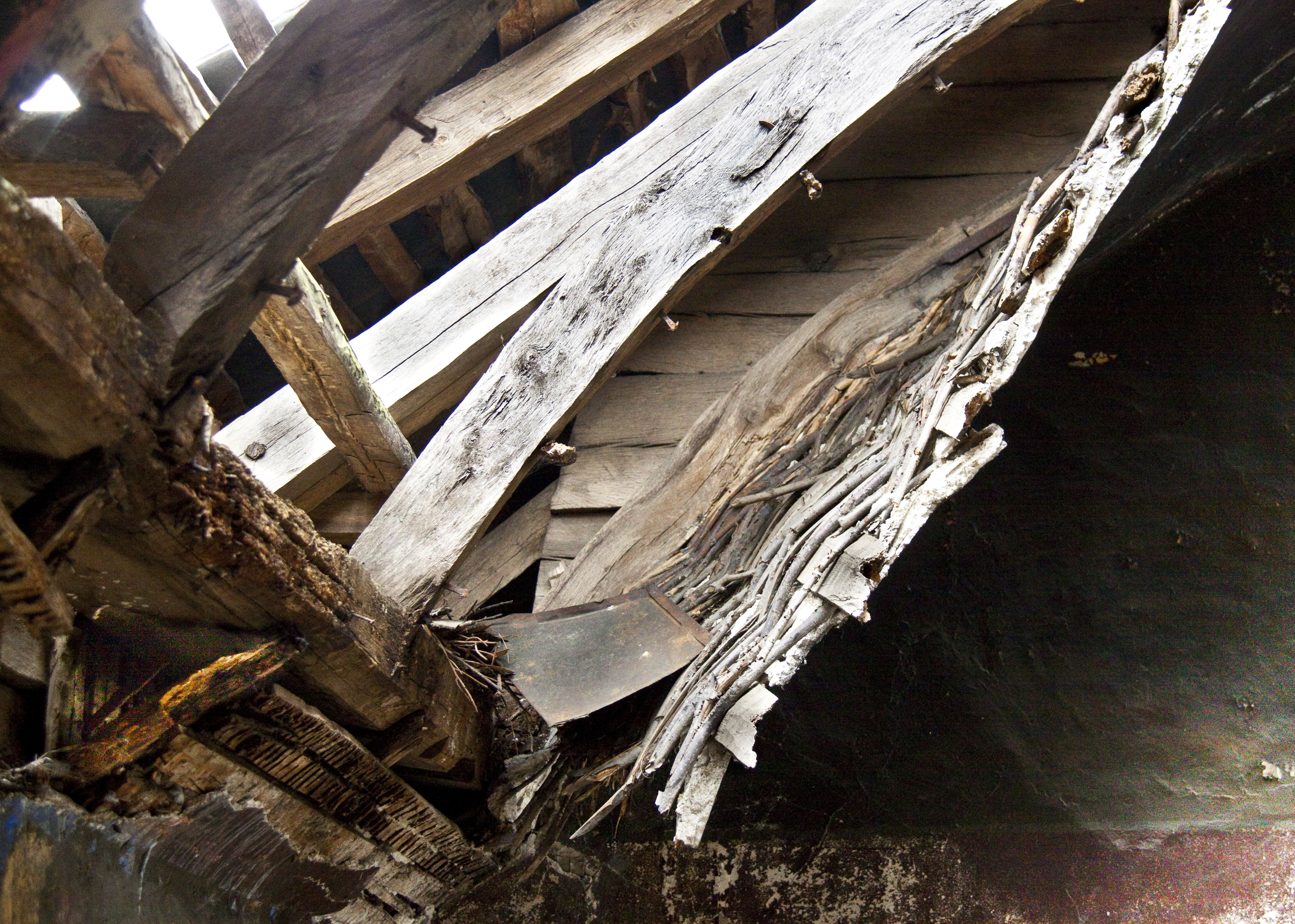
structura boltei
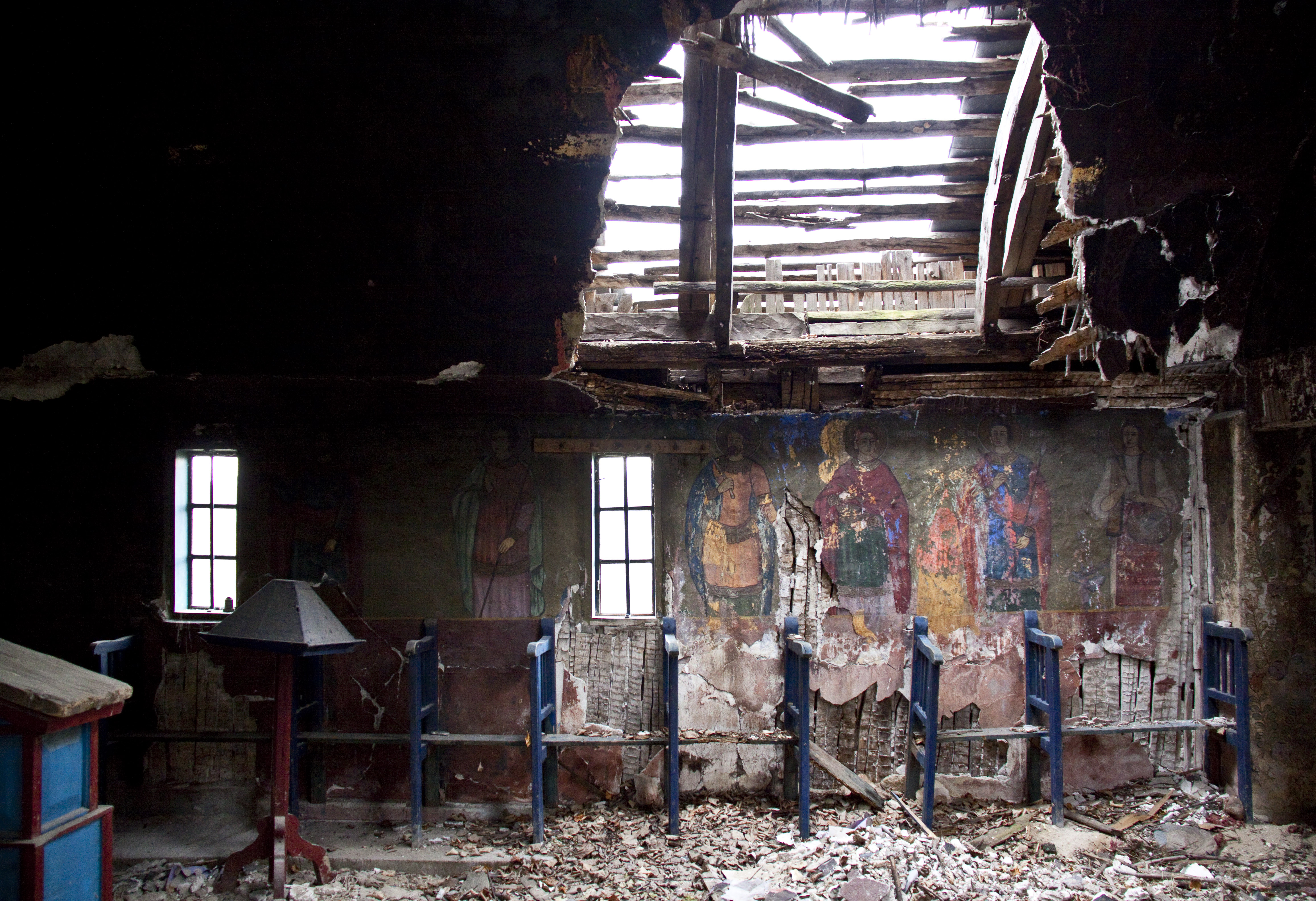
naos, sud
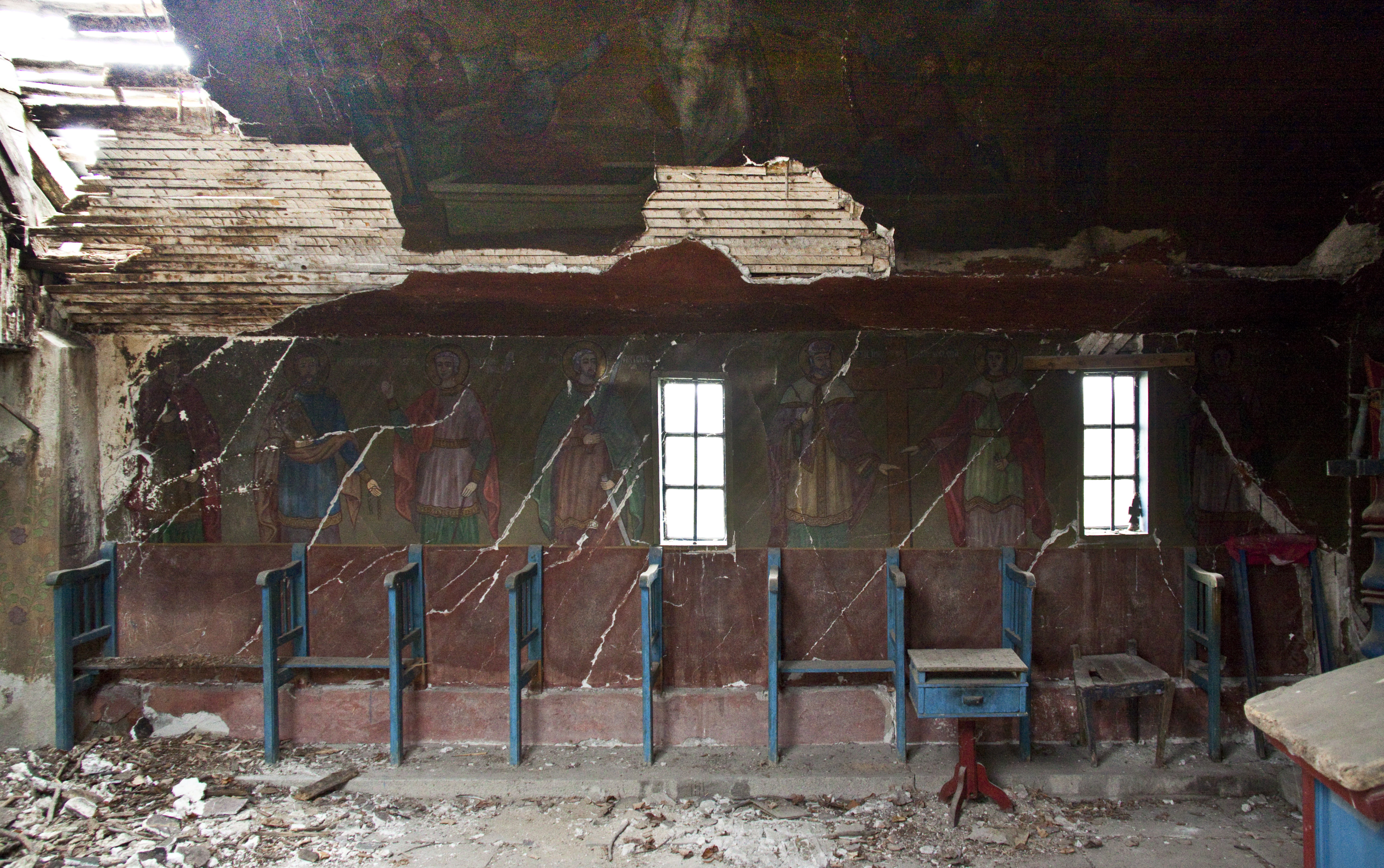
naos, nord
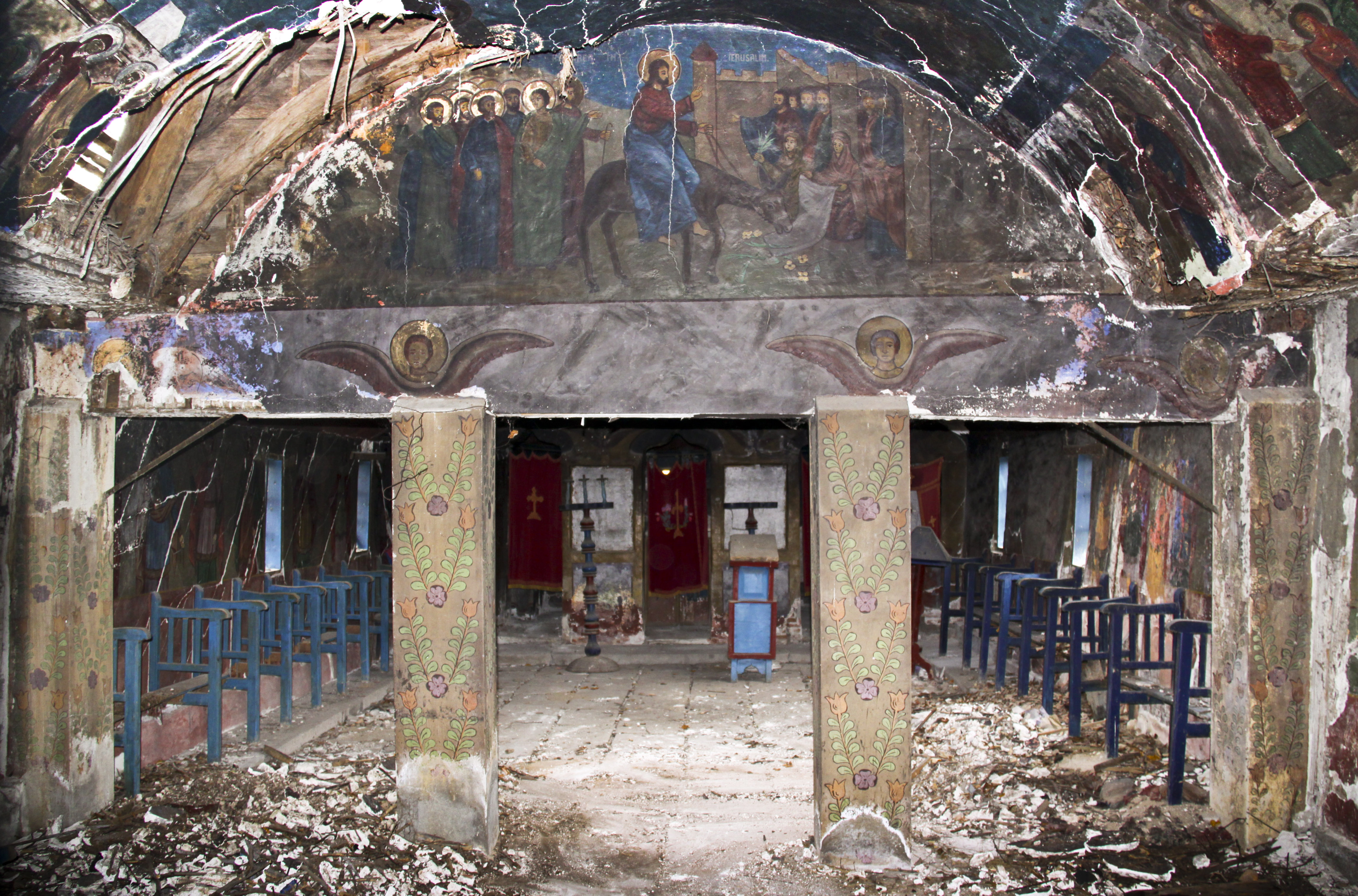
tinda, spre naos
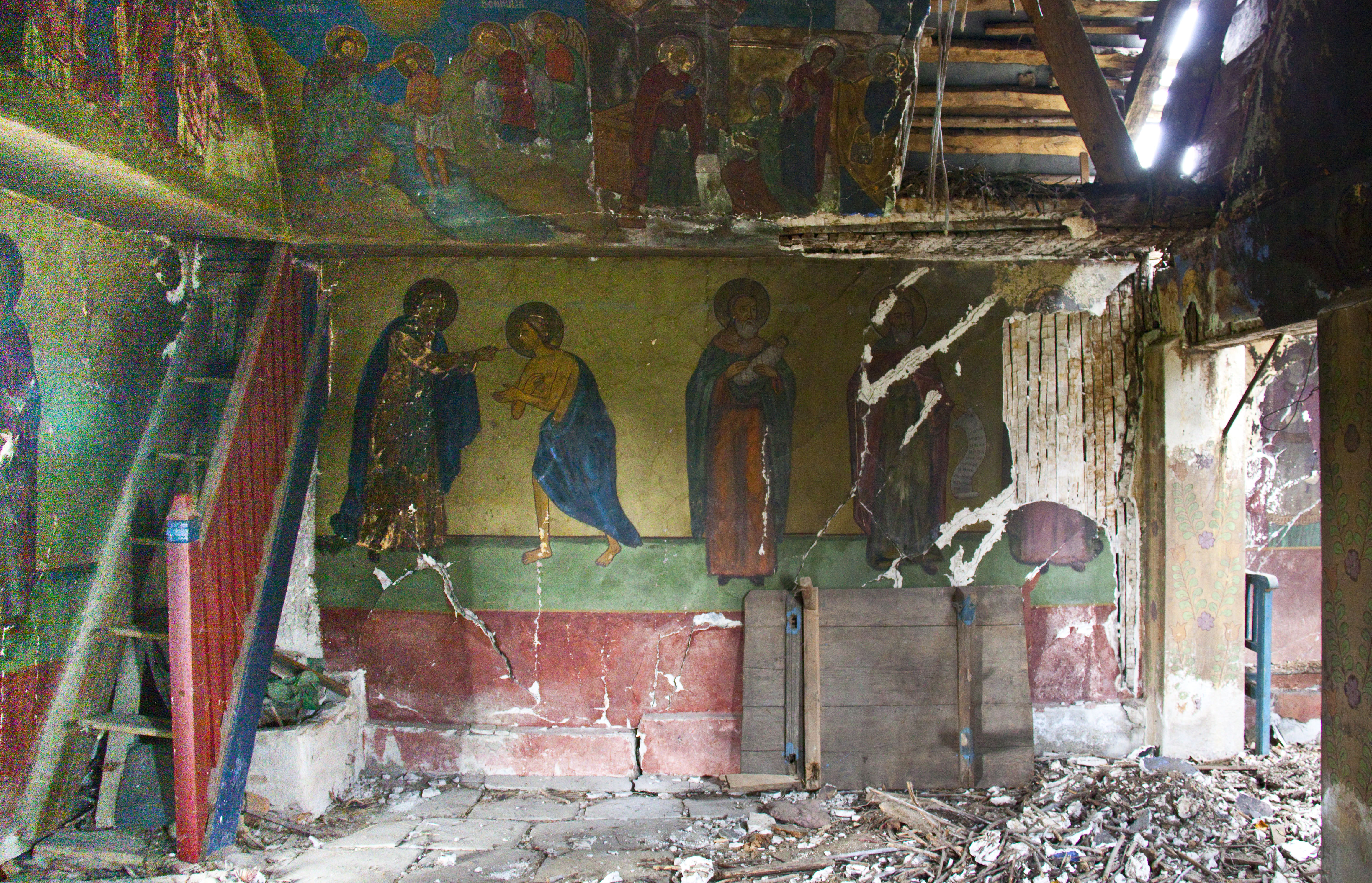
tinda, nord
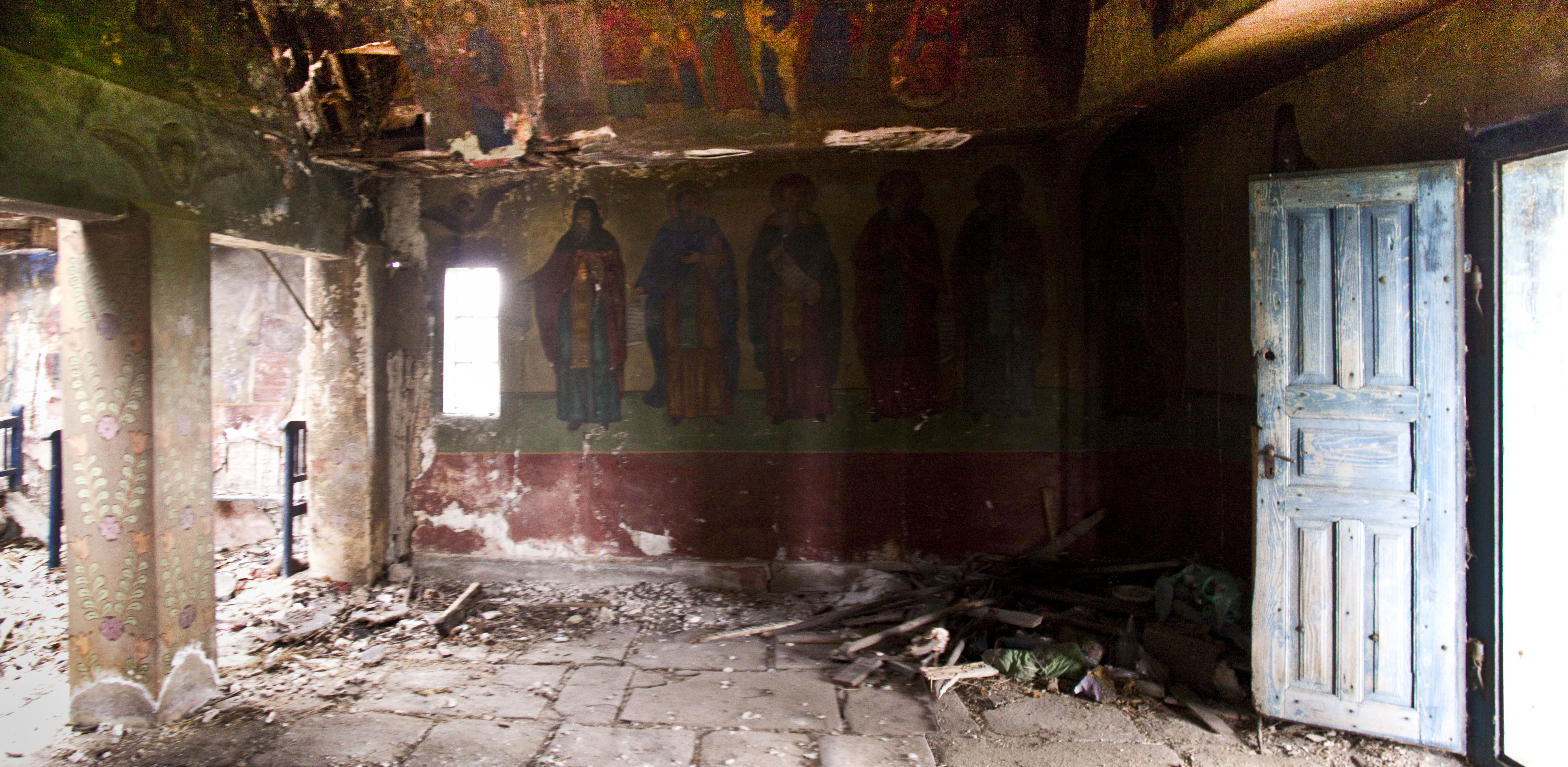
tinda, sud
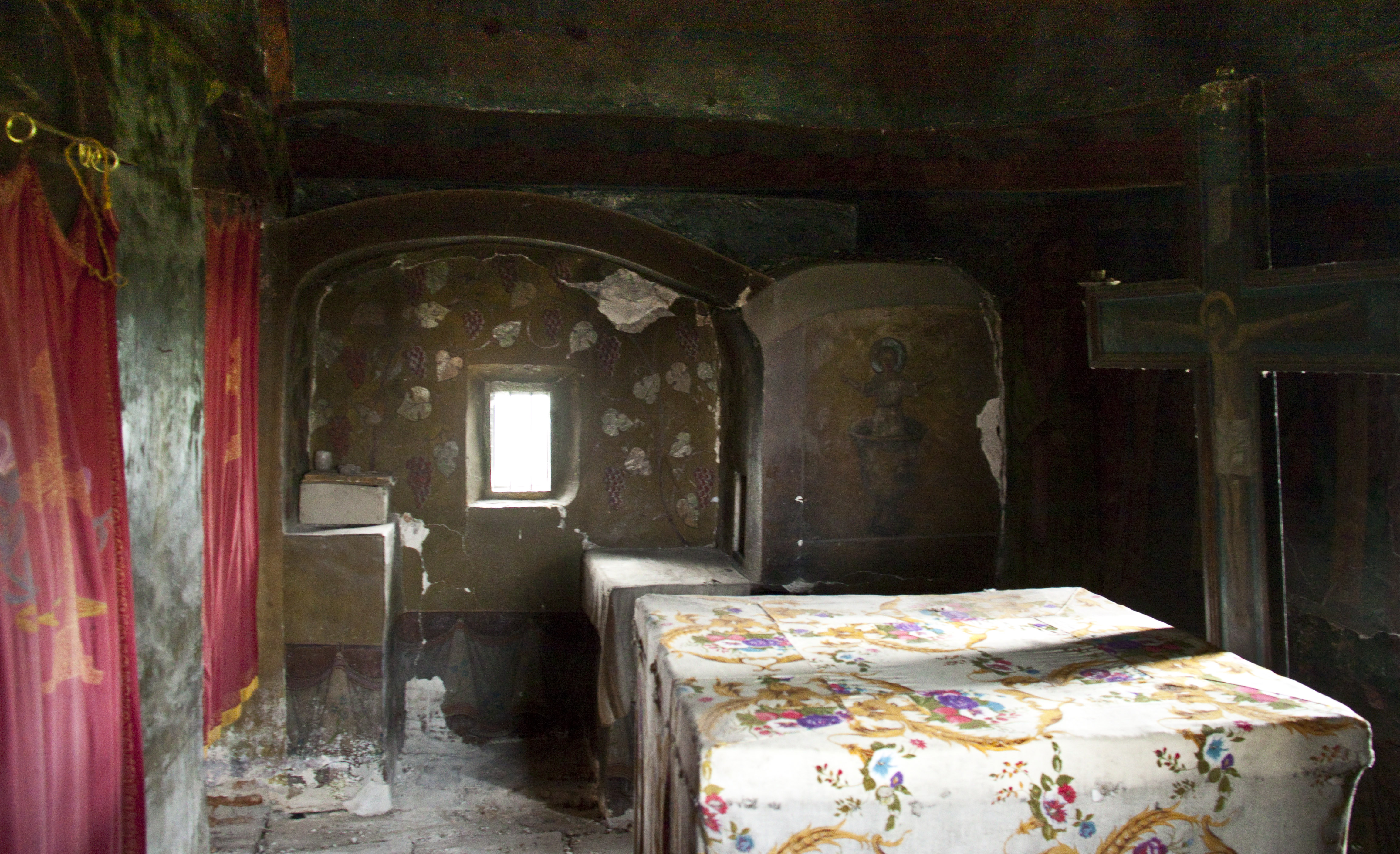
altar, proscomidia